# Linz

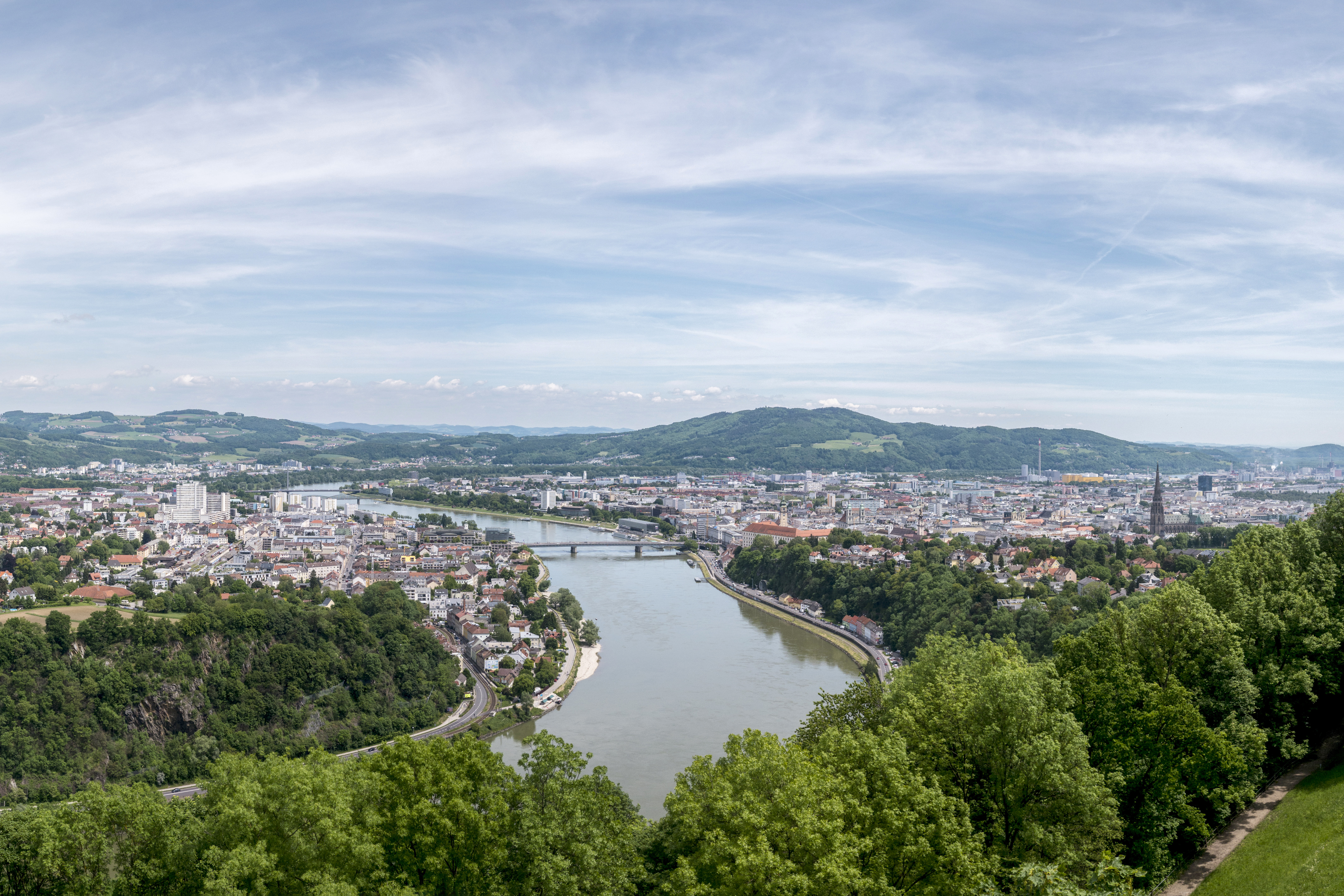
Panorama di Linz

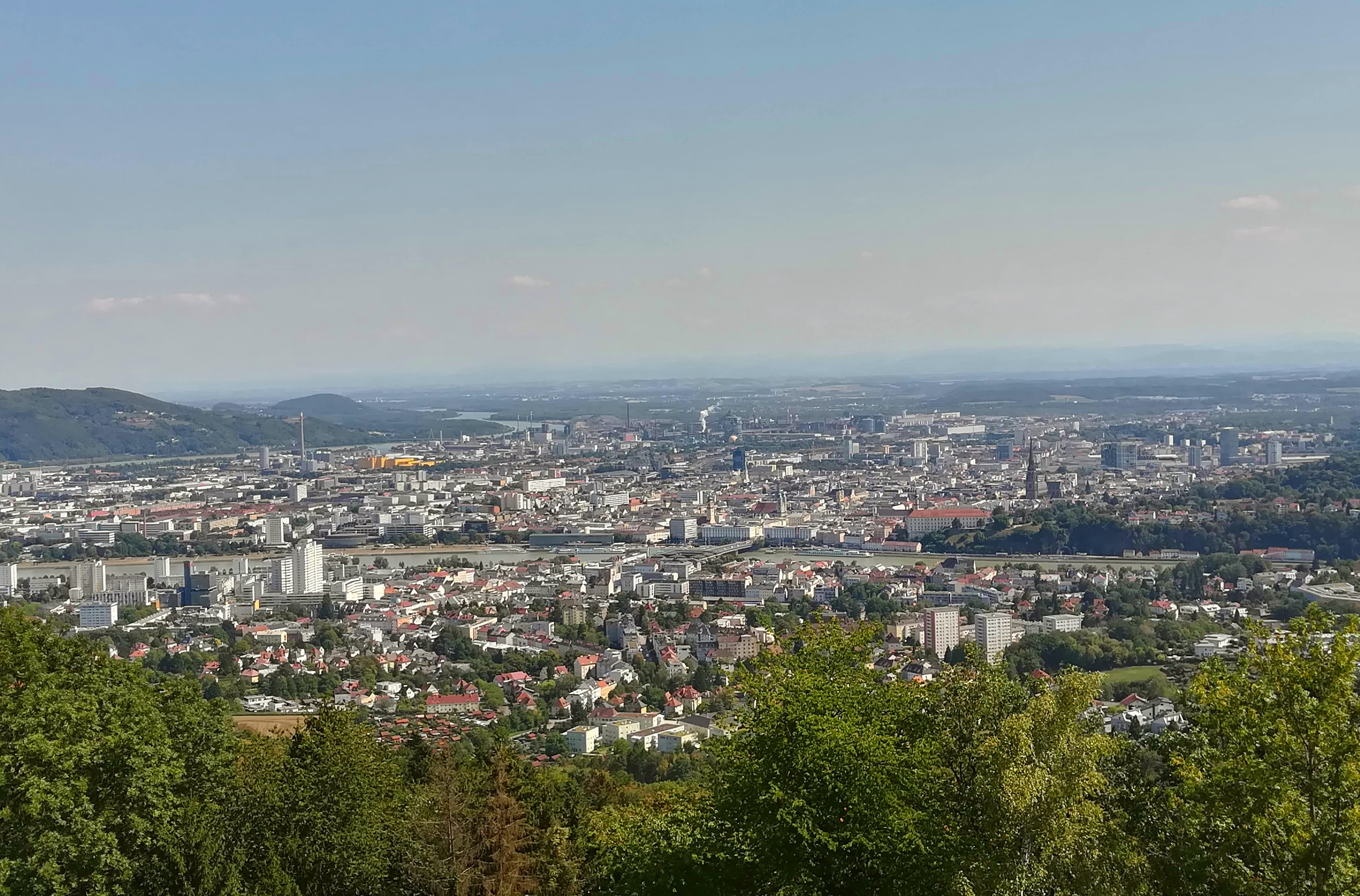
Vista da Pöstlingberg

Linz (204 846 abitanti) è la terza città austriaca per popolazione, capoluogo dello Stato federato dell'Alta Austria.
Nel 2009 Linz, insieme alla capitale lituana Vilnius, è stata scelta come capitale europea della cultura. Dal dicembre 2014 Linz è membro della "rete delle Città Creative" UNESCO (UCCN) come "Città delle arti dei media". Le città ricevono questo titolo per arricchire lo stile di vita urbano attraverso la sponsorizzazione e l'integrazione riuscita dell'arte mediatica e coinvolgendo la società in queste forme di arte elettronica.
Un illustre cittadino fu Giovanni Keplero, che passò alcuni anni nella città ed il 15 maggio 1618 vi scoprì le tre leggi del movimento dei pianeti. Un altro famoso cittadino fu Anton Bruckner, che trascorse gli anni tra il 1855 e il 1868 lavorando come compositore e organista locale nella Vecchia cattedrale di Linz. Il Brucknerhaus prende il nome da lui. Il compositore Wolfgang Amadeus Mozart compose Linzer Sinfonie e Linzer Sonate a Linz nel novembre 1783. Linz è famosa per la torta Linzer, che si dice sia la torta più antica del mondo, con la sua prima ricetta risalente al 1653.

## Storia

### Preistoria e Antichità
Intorno al 400 a.C., si svilupparono lungo il Danubio numerosi insediamenti celtici entro i limiti attuali della città. Probabilmente l'insediamento sul Freinberg fu già chiamato Lentos - il nome celtico per flessibile o curvato.
Nei tempi antichi, Linz faceva parte dell'Impero Romano. Linz è stata menzionata per la prima volta nel Manuale di Stato romano Notitia dignitatum come "Lentia". Per assicurare la connessione sul Danubio nella metà del I secolo, i Romani costruirono un forte in legno-terra, che fu sostituito nel 2 ° secolo da un forte più grande in pietra. Lentia fu distrutta diverse volte dopo il II° secolo dalle invasioni germaniche, ma sopravvisse alle tempeste delle migrazioni e quindi ha una continuità di colonizzazione attraverso la tarda antichità.

### Medioevo
Durante il regno di Carlo Magno Linz ricevette vari incarichi riguardando il mercato e il dazio per il Traungau. Sotto il dominio dei Babenberg, Linz si trasformò nella città che fu progettata nel 1207, involgendo il vecchio centro della città. Anche politicamente ebbe uno sviluppo importante: Federico III scelse Linz come città residenziale e la fece Centro del Sacro Impero Romano dal 1489 al 1493.

### Età moderna
Nella metà del XIX secolo iniziò l'industrializzazione anche a Linz. Nel 1840 Ignaz Mayer fondò con il cantiere di Linz la prima grande impresa di elaborazione di metalli e il tedesco Krauss, un produttore di locomotive, vi si stabilì nel 1879 a causa degli alti dazi doganali con una filiale a Linz. Anche l'industria tessile è stata un settore molto importante per Linz.

### Il periodo nazista
Con l'ingresso delle truppe tedesche il 12 marzo 1938, Hitler partì dalla sua città natale, Braunau, per Vienna. A Linz parlò per la prima volta come Cancelliere del Reich su terreno austriaco. Hitler, che aveva frequentato la scuola a Linz, aveva previsto per la città un importante ruolo economico e culturale che ne avrebbe fatto una delle c.d. Führerstadt del Reich. I suoi piani di espansione contemplavano un viale con edifici lussuosi, così come un'opera, un teatro e gallerie, in particolare il "Museo del Führer", che doveva ospitare la più grande galleria d'arte del mondo. In seguito "all'ordine speciale di Linz" furono trafugate per questa collezione tante opere d'arte dai musei dei territori occupati.
Con l'espansione dell'industria è da menzionare in particolare la ristrutturazione delle grandi imprese nel settore metallurgico e chimico. Nel 1938, costruendo i Reichswerke AG für Erzbergbau und Eisenhütten "Hermann Göring“, fu posta la prima pietra per la VÖEST e tutte le sue imprese successorie e le industrie chimiche Linz. Nel campo di concentramento di Mauthausen e in quelli vicini furono uccise circa 100 000 persone provenienti da tutta Europa.

Durante la seconda guerra mondiale Linz è stata sede di tre sottocampi nazisti del vicino campo di concentramento di Mauthausen: denominati Linz I, Linz II e Linz III, erano adibiti a campi di lavoro forzato. Analogamente, anche a Steyr era presente un campo di prigionia. La vita in tali lager, così come in quelli di Ebensee, di Neu-Brem/Saarbrücken e di Wiener Neudorf, è stata raccontata da Christian Bernadac nel libro I giorni senza fine.
Nel 1996, il consiglio comunale ha deciso di rendere conto del suo passato nazista. Il vasto lavoro scientifico, attuato dagli archivi municipali, copriva il periodo precedente al 1938 e la denazificazione dopo il 1945. Linz divenne la prima città in Austria a occuparsi intensamente del proprio passato nazista. Nel maggio 2001, sette pubblicazioni scientifiche, presentazioni online e numerose conferenze sono state rese pubbliche a seguito di questi sforzi.

## Geografia fisica

### Posizione
La città sorge nel centro-nord dell'Austria, sulle rive del Danubio, a metà strada fra Vienna e Salisburgo. L'agglomerato urbano (detto anche Linz-Wels-Steyr) conta circa 790 000 abitanti.

### Suddivisione amministrativa
Linz si suddivide in 9 zone cittadine (Stadtteile), a loro volta suddivise in distretti cittadini (Stadtbezirken), per un totale di 36.

## Cultura
Attraverso numerose iniziative nel settore culturale, quali eventi come Klangwolke, Brucknerfest, Pflasterspektakel e Prix Ars Electronica e Ars Electronica Festival, la città ha gradualmente acquisito un'immagine nel settore culturale. Dal 2004, il festival del cinema Crossing Europe si tiene ogni anno. Nel 2013 è stato inaugurato il nuovo teatro musicale del Volksgarten, un teatro moderno o un teatro dell'opera. Linz è stata in grado di posizionarsi come una città culturale eccezionale con queste e molte altre iniziative. Corrispondentemente, come città universitaria con diverse università, Linz offre anche numerosi programmi di studio nel campo artistico e culturale. La città è stata dichiarata Capitale Europea della Cultura 2009. Dal 2014 Linz è membro della "rete delle Città Creative'" UNESCO (UCCN) come "Città delle arti dei media".

La città è ora sede di una vivace scena musicale e artistica. Tra il Lentos Art Museum e la "Brucknerhaus", si trova il "Donaulände", che viene anche chiamato Kulturmeile ("miglio della cultura"). Si tratta di un parco lungo il fiume, che viene utilizzato principalmente dai giovani per rilassarsi e incontrarsi in estate. Viene anche utilizzato per l'Ars Electronica Festival e per lo "Stream Festival". A giugno, luglio e agosto il "Musikpavillon" è situato nel parco dove gruppi musicali di stili diversi si esibiscono gratuitamente il giovedì, il venerdì, il sabato e la domenica. 

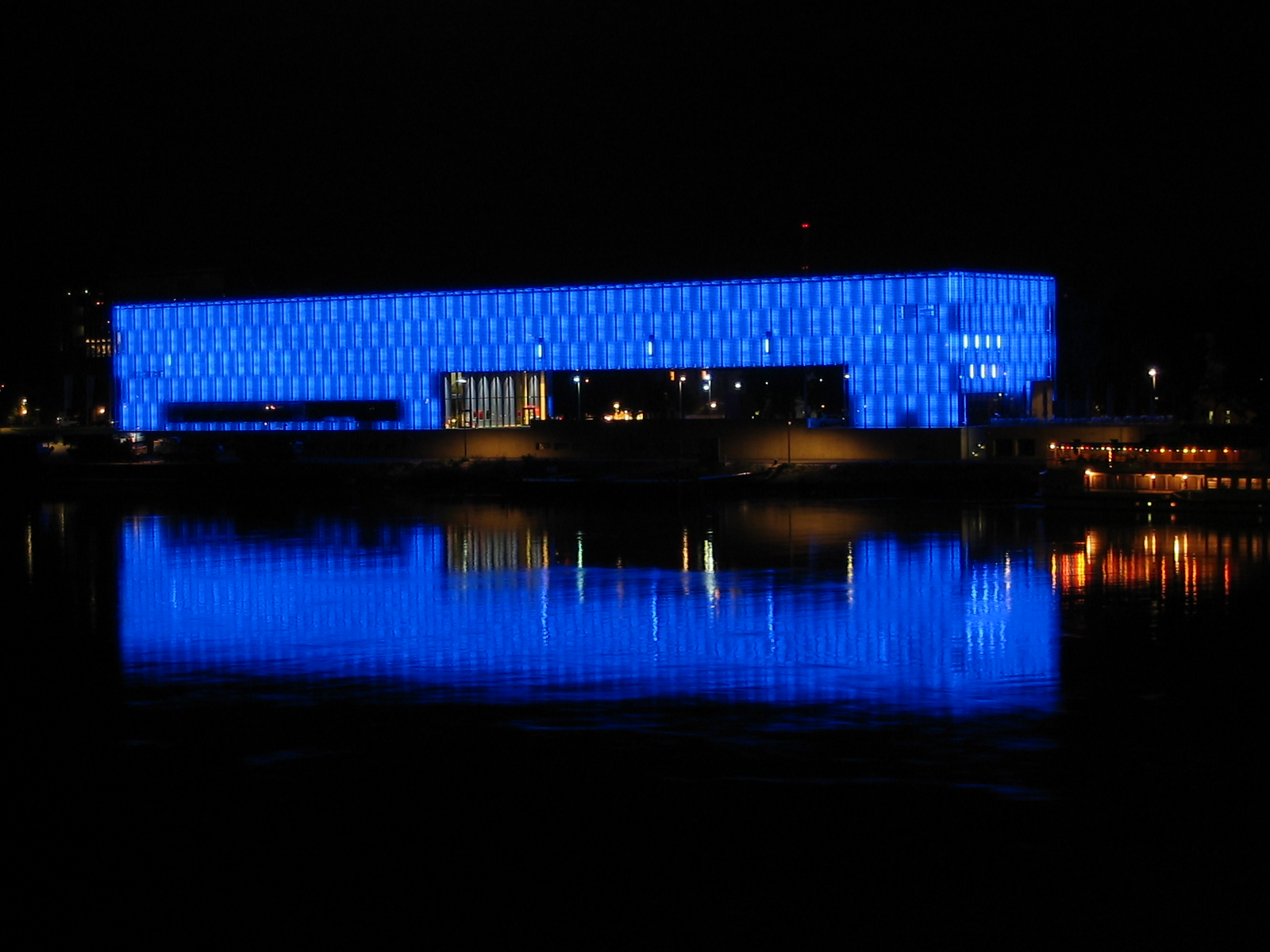
Il museo Lentos di notte

### Musei (selezione)

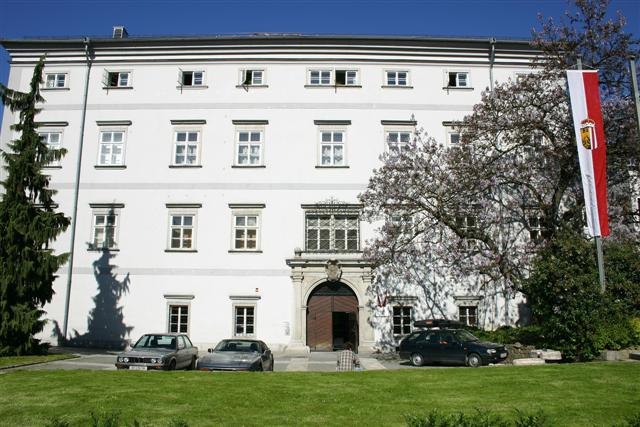
Museo Nordico

- Ars Electronica Center

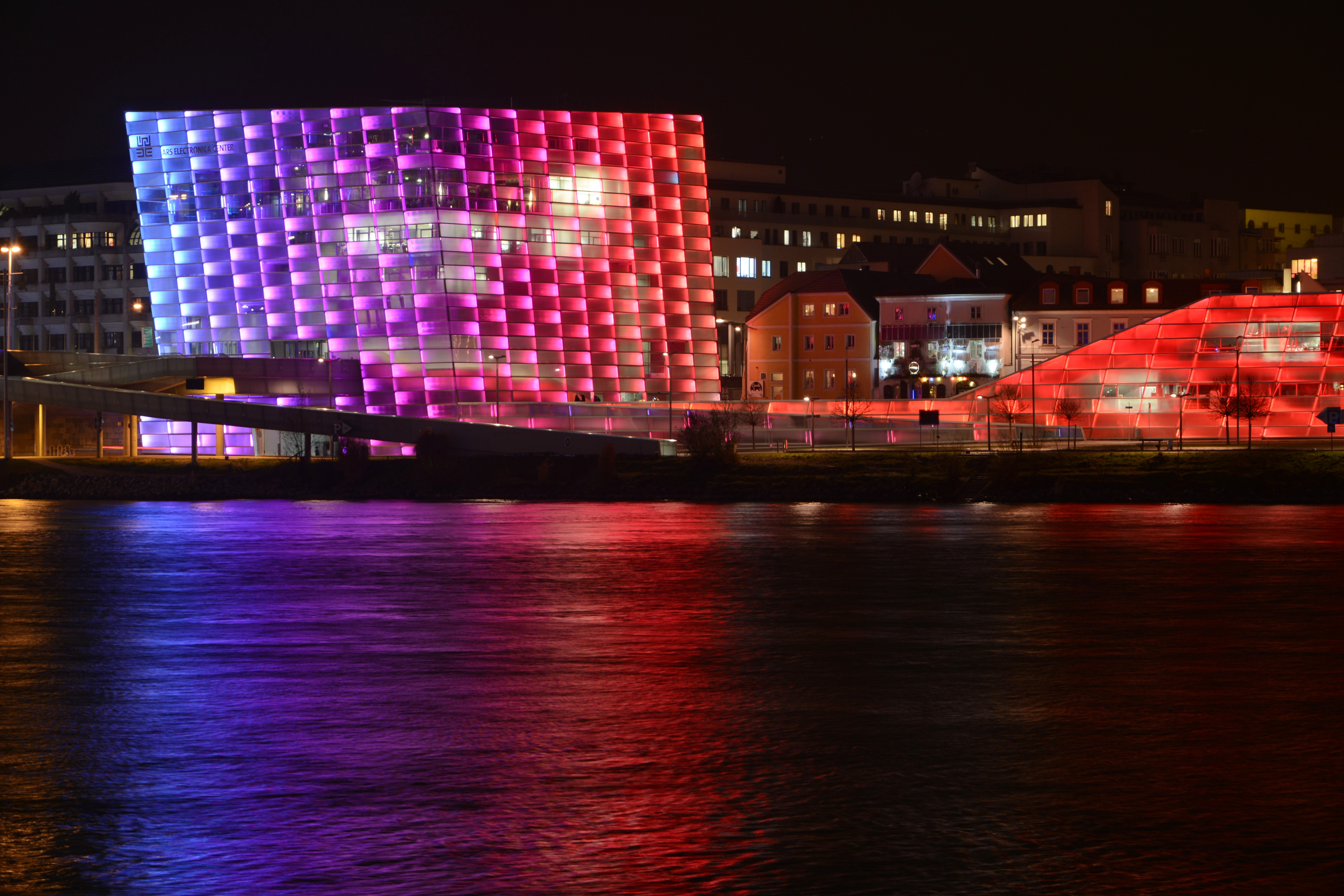
Ars Electronica Center

L'Ars Electronica Center (AEC) - chiamato anche "il museo del futuro" - fu inaugurato nel 1996 a Linz-Urfahr.

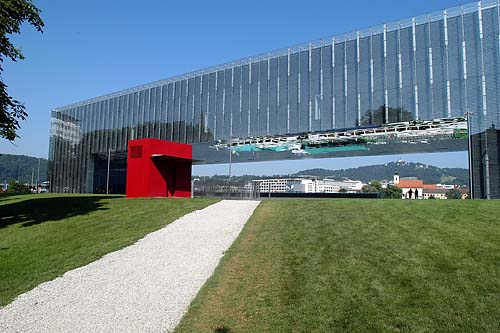
Lentos

- Lentos
Lentos è un museo avanguardista.

- Stadtmuseum Nordico
Costruito nel 1963, il Nordico è un museo storico e archeologico.

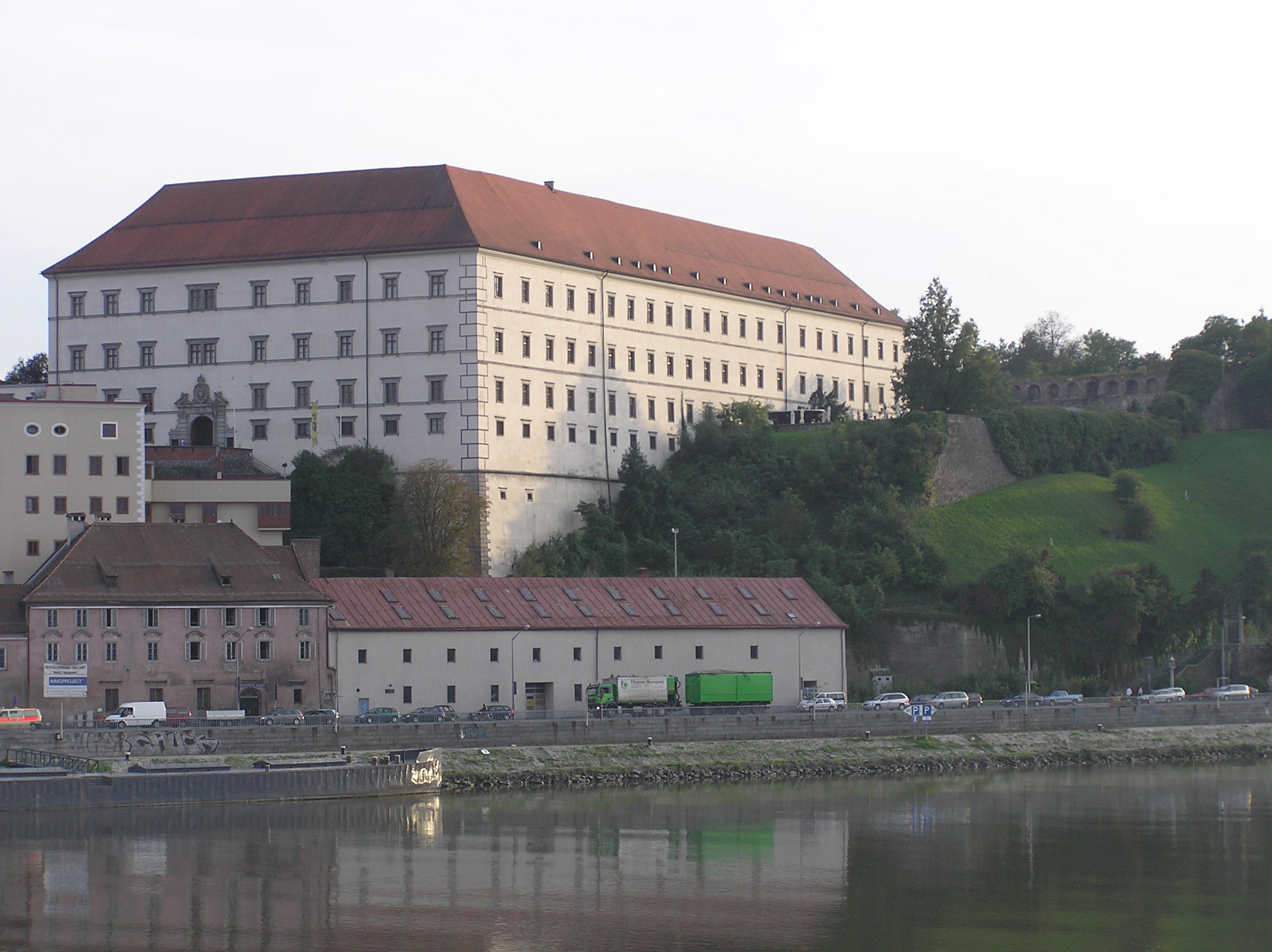
Schlossmuseum Linz

- Oberösterreichisches Landesmuseum
L'Oberösterreichisches Landesmuseum (Museo della provincia di Alta Austria) è composto di quattro case principali:
1 Das Stammhaus (ospita la collezione grafica e la biblioteca)
2) Landesgallerie Linz (espone le nuove tendenze d'arte, integrandole nella storia dell'arte del secolo XX)
3) Schlossmuseum Linz (con una collezione della storia culturale di Linz)
4) Biologiezentrum Linz Dornach.

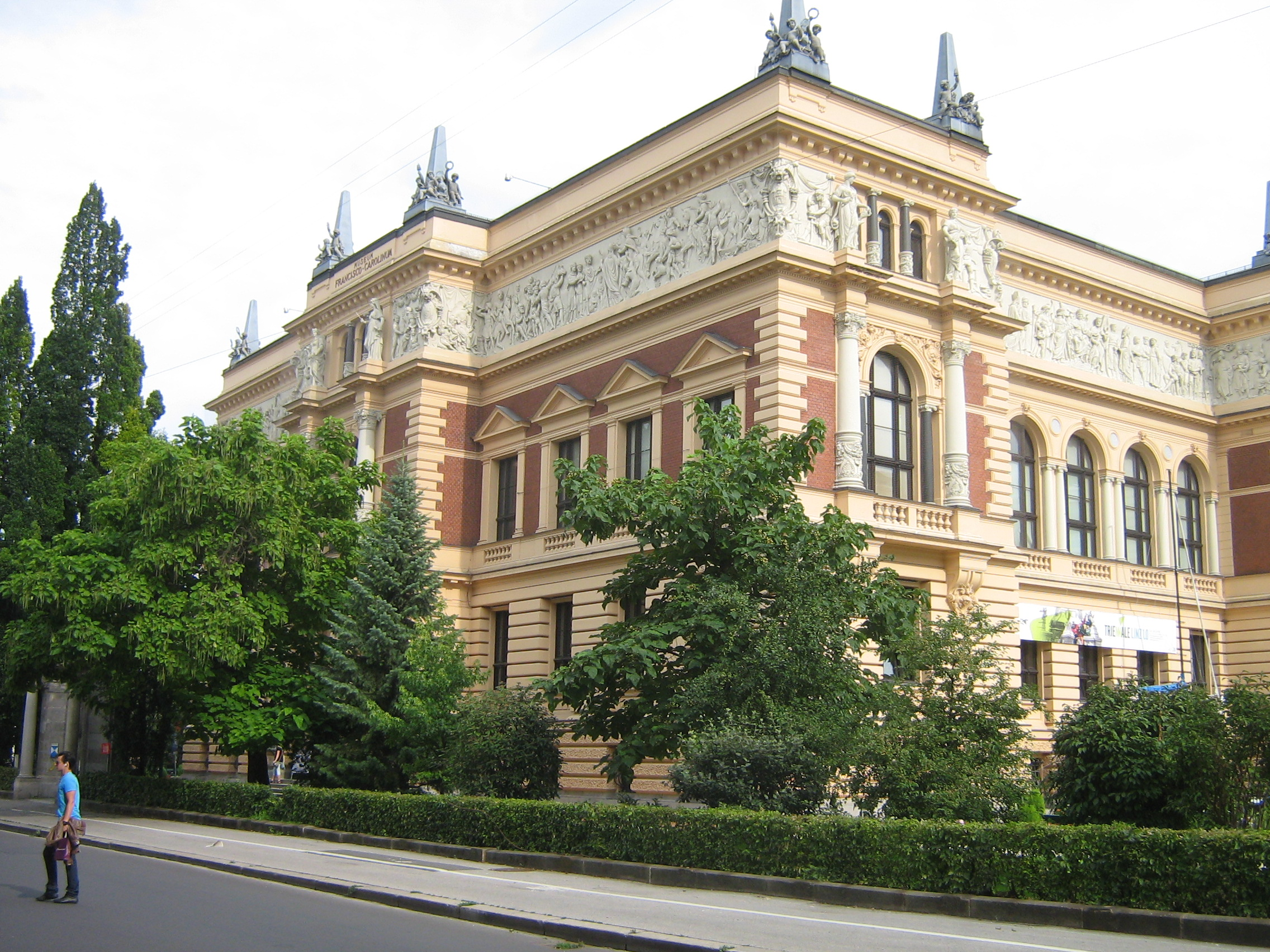
Landesgalerie

- StifterHaus - (centro per la lingua e la letteratura dell'Alta Austria)
StifterHaus è stata la casa d'abitazione di Adalbert Stifter, dove sono riuniti l'Adalbert-Stifter-Institut (il centro per la lingua e la letteratura dell'Alta Austria) e l'OÖ Literaturhaus con manifestazioni.

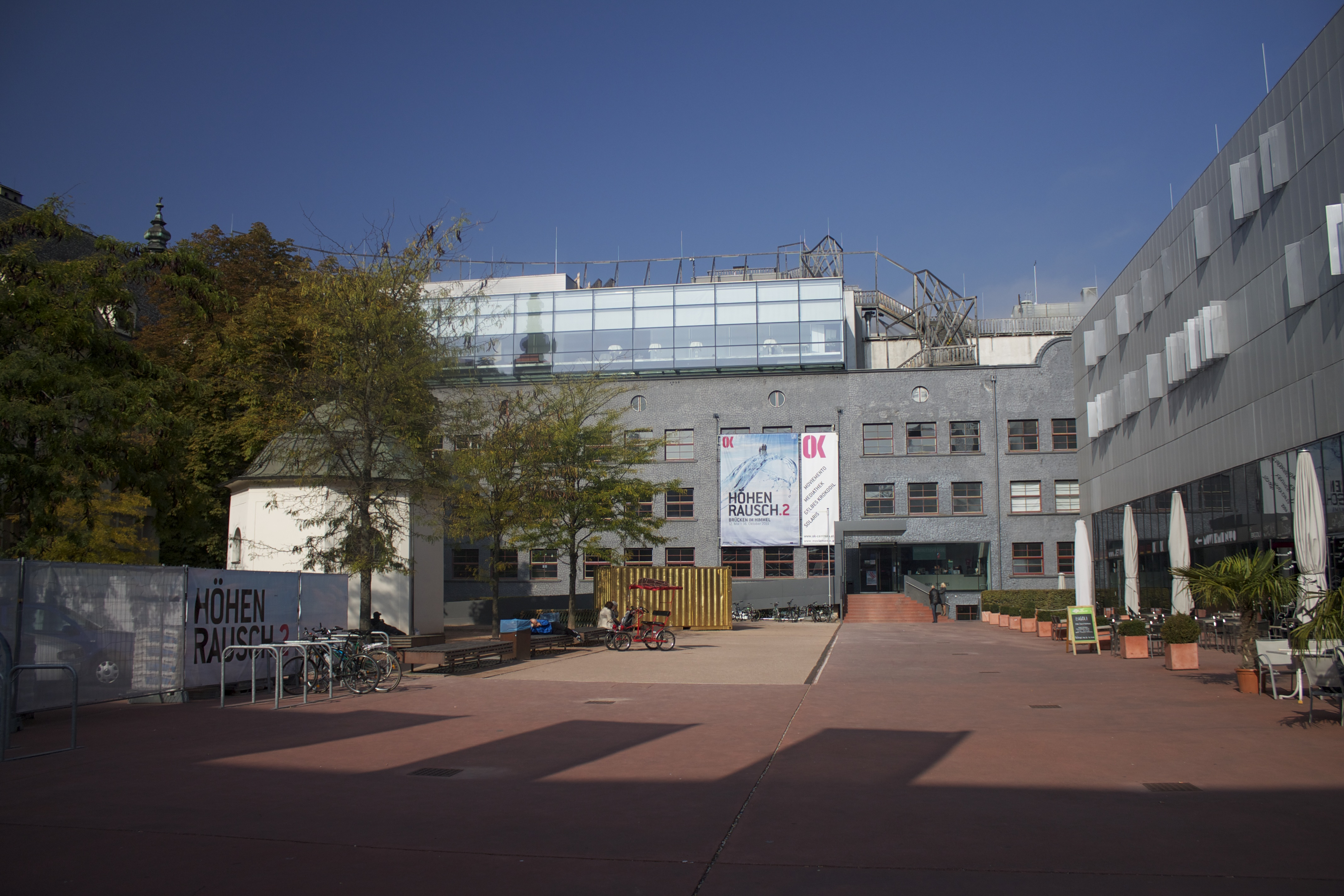
Piazza O.K.

- O.K. Centrum für Moderne Kunst (Arte moderna)
O.K. Offenes Kulturhaus è un'istituzione artistica che mostra le correnti contemporanee dell'arte moderna.

### Festival (selezione)
- Stream Festivalz
Festival musicale che si svolge d'estate al Donaupark.
- Crossing Europe Filmfestival Linz

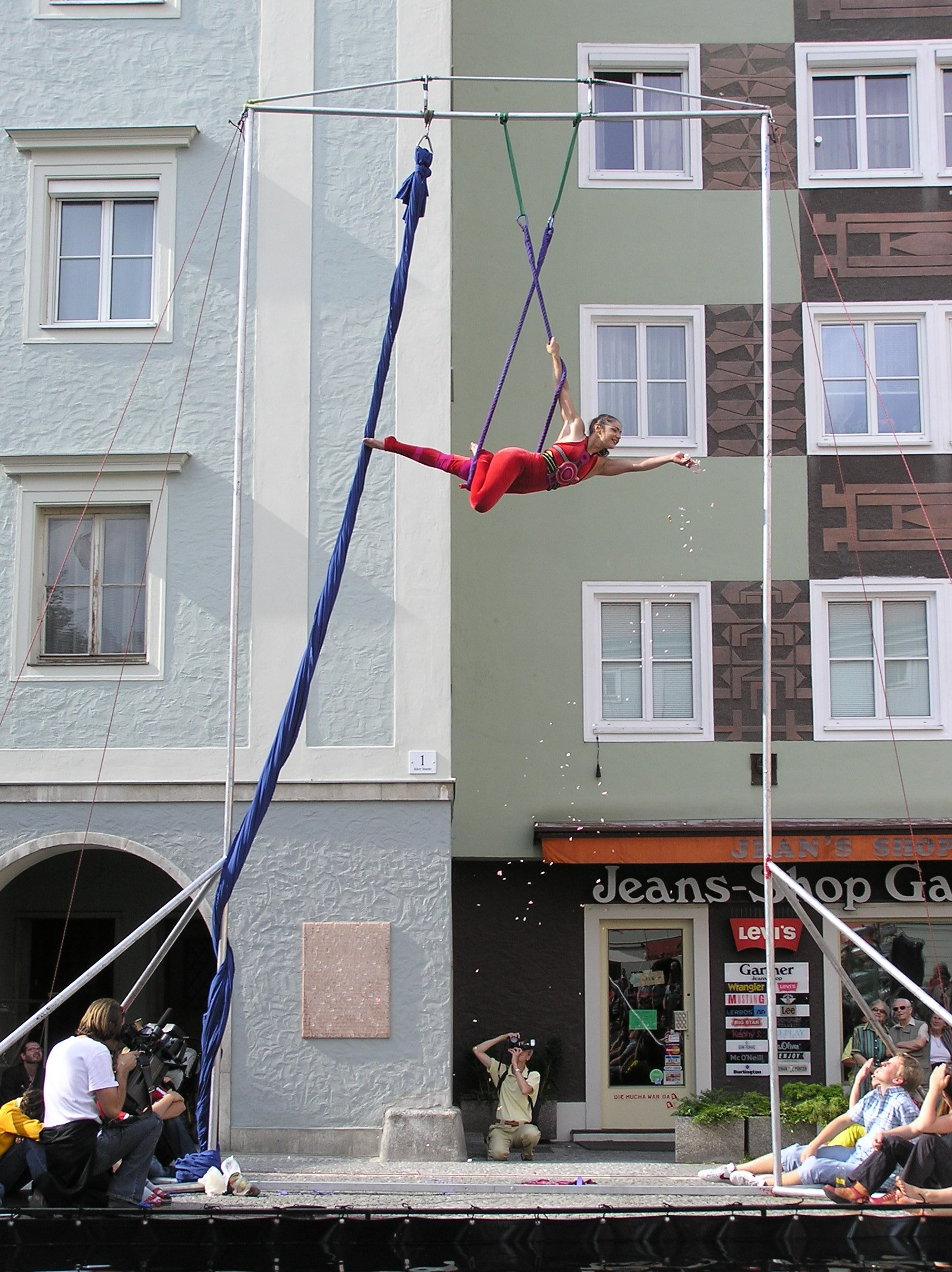
Pflasterspektakel - Teatro di Ziarno

Festival di cinema che ha luogo dal 2004, circa a fine aprile, della durata di sei giorni.
- Linzer Klangwolke

- Linzer Pflasterspektakel[13]
Festival di arte ambulante. Il festival si svolge ogni anno dal 1986 nel centro della città di Linz e comprende spettacoli musicali, giocoleria, acrobazie, pantomime, teatro d'improvvisazione, clownerie, danza del fuoco, pittura, sfilate di samba e un programma per bambini. Con circa 250.000 visitatori (2014) il festival è uno dei più grandi festival di street art in Europa.
- Kronefestzbr 
Festival annuale di musica presentato dal giornale "Kronenzeitung".
- Internationales Brucknerfest
- Christkindlmarkt[14]
Mercatino di Natale nella piazza principale e Volksgarten.
- Bubble Days
Spettacoli di sport acquatici e musica al porto.
- Donau in Flammen (Danubio in fiamme)

### Teatri

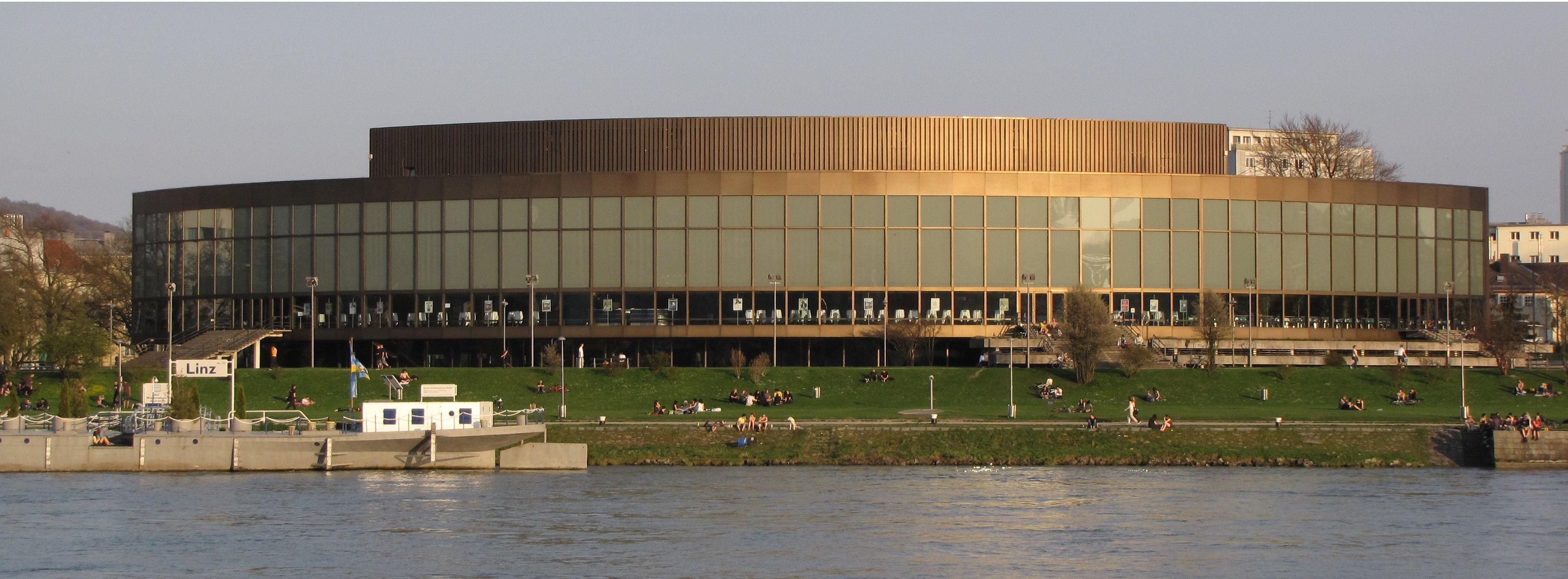
Brucknerhaus

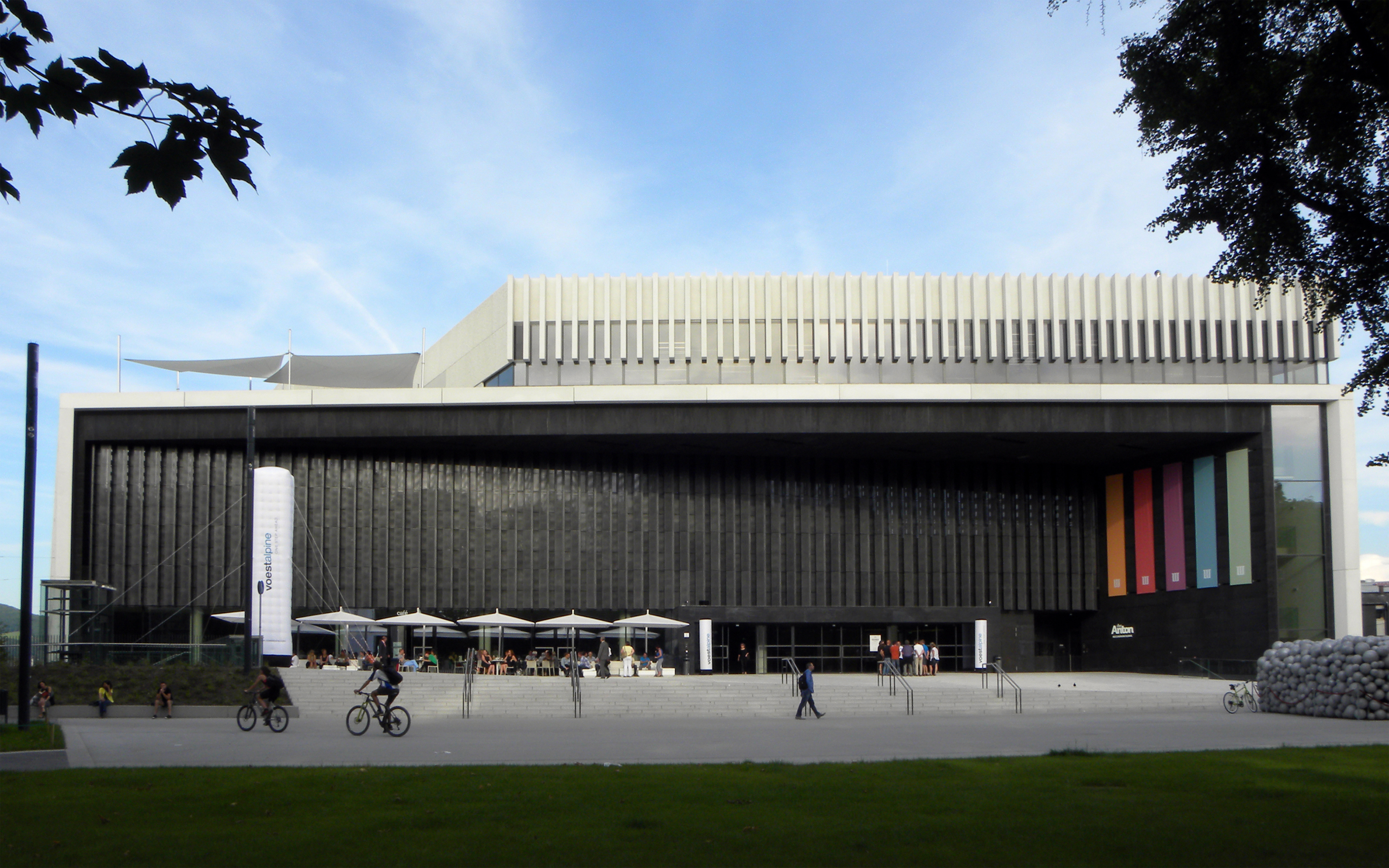
Musiktheater Linz

- Landestheater

- Teatro Phönix
- Kellertheater
- Musiktheater LinzMusiktheater
- Theater in der Innenstadt

## Monumenti e luoghi d'interesse
La strada principale "Landstraße" (anche la principale via dello shopping della città) porta dalla "Volksgarten" a "Taubenmarkt" vicino alla piazza principale. La piazza principale (costruita nel 1230), con una superficie di 13.200 m², è una delle più grandi piazze convertite in Europa. Nel mezzo della piazza principale l'alta Pestsäule ("colonna della peste", nota anche come Dreifaltigkeitssäule), fu costruita per ricordare le persone che morirono a causa delle epidemie di peste.
Intorno alla piazza principale ci sono molte case storicamente rilevanti e architettonicamente interessanti, come il vecchio municipio, la casa Feichtinger con il suo famoso carillon, che cambia la melodia a seconda della stagione, la casa Kirchmayr, la casa Schmidtberger o la testa di ponte, che ospita una parte della Linz Art University.
A ovest della piazza principale si trova il centro storico con molti altri edifici storici, come case rinascimentali o vecchie case dal volto barocco.
Vicino al castello, residenza dell'imperatore Federico III, si trova una delle più antiche chiese austriache: la chiesa di San Martino. Fu costruita in epoca carolingia ed è citata in un documento del 799, lo stesso in cui anche Linz è citata per la prima volta. La porta e le finestre sono in stile romanico e gotico.
Altri punti di interesse (selezione) sono: 
- La nuova cattedrale (tedesco: Neuer Dom), anche conosciuta come la cattedrale dell'Immacolata Concezione (tedesco: Mariä-Empfängnis-Dom o Mariendom), è una cattedrale cattolica ed è la più grande chiesa in Austria.[18]
- Mozarthaus: casa, dove il famoso compositore austriaco Wolfgang Amadeus Mozart durante 3 giorni nel novembre 1783 compose Linzer Sinfonie e Linzer Sonate. Oggi è permesso visitare il cortile di casa.[19]
- Pöstlingberg-Kirche: chiesa di pellegrinaggio sulla collina di Pöstlingberg. La basilica è il punto di riferimento della città ed è stata costruita dal 1738 al 1774, situata a 537 m sul livello del mare.
- La Pöstlingbergbahn è la ferrovia di montagna più ripida del mondo costruita nel 1898 e funziona senza ruota dentata (presa funzionale tra ruota e rotaia: pendenza del 10,5%).
- Linzer Grottenbahn: una ferrovia grotta si trova sulla collina di Pöstling.
- Brucknerhaus: la sala concerti e congressi situata al Donaulände è stata aperta per la prima volta nel 1973 ed è sede del Brucknerfest dal 1974. Prende il nome dal compositore Anton Bruckner. La moderna Concert Hall deve la sua acustica unica al rivestimento in legno.
- Gugl Stadion, stadio, sede del LASK (Linzer Athletik Sport Klub), che è considerato il terzo club di calcio più antico in Austria.
- Landestheater e teatro musicale.
- Kremsmünsterer Haus: si trova presso "Alter Markt", nel centro storico di Linz. Qui morì l'imperatore Federico III.
- Landhaus: La "casa di campagna" è stata costruita nel 16º secolo ed è la sede del governatore, il parlamento dell'Alta Austria e il governo dell'Alta Austria. Giovanni Keplero insegnò qui per più di 14 anni.[20]

Altre attrazioni popolari includono i musei sopra elencati, nonché architettonicamente interessanti e illuminati la sera (come l'Ars Electronica Center o il Lentos Art Museum), la fabbrica di tabacco, le terre del Danubio, il porto di Linz incluso "Mural Harbor", il Voestalpine Stahlwelt o il Distretto Urfahr. Nelle immediate vicinanze si trova il Pöstlingberg, da cui è possibile visitare anche la basilica del pellegrinaggio barocco, lo zoo di Linz o il regno delle fiabe e dei nani della Linzer Grottenbahn.

### Galleria d'immagini

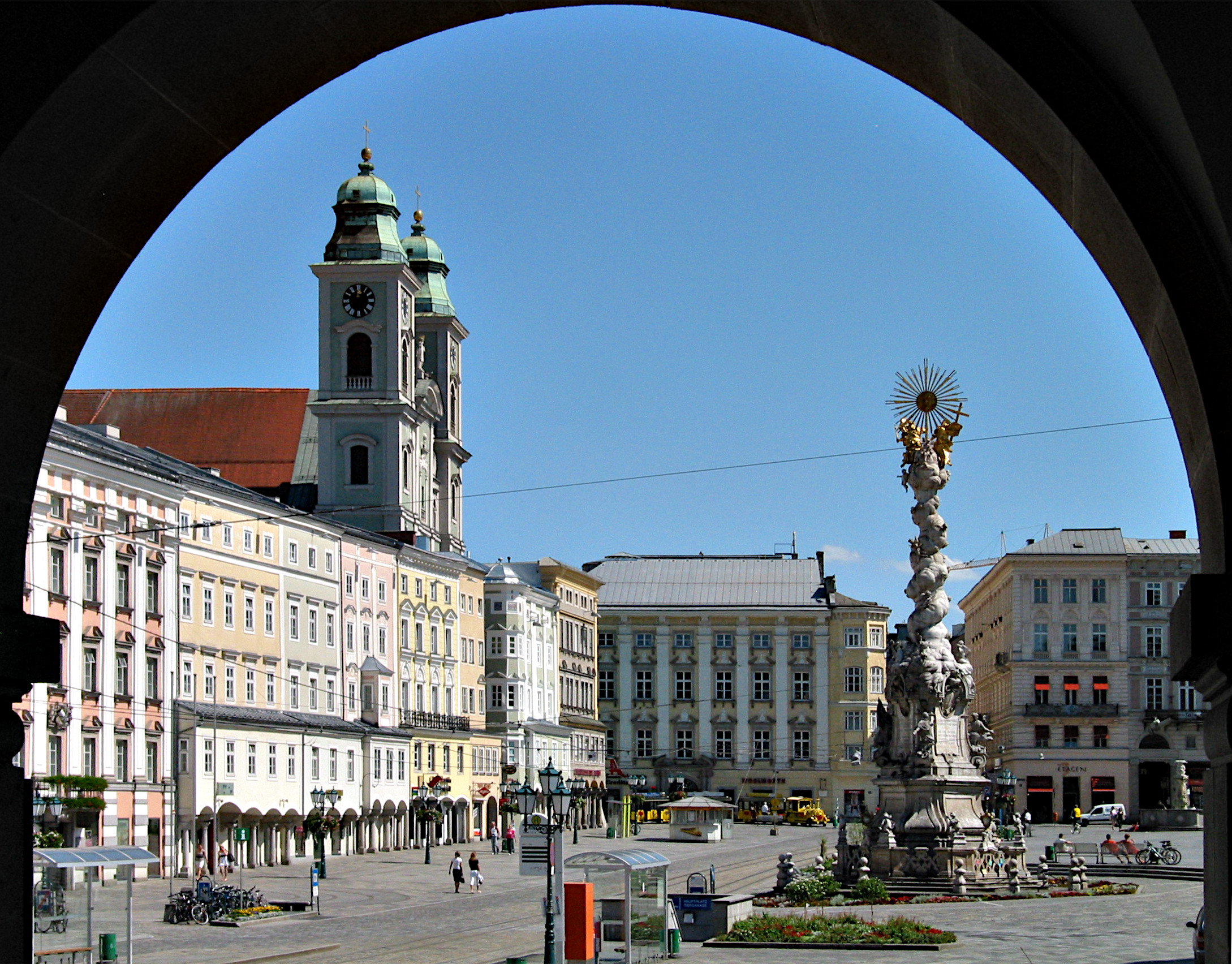
La centrale Hauptplatz
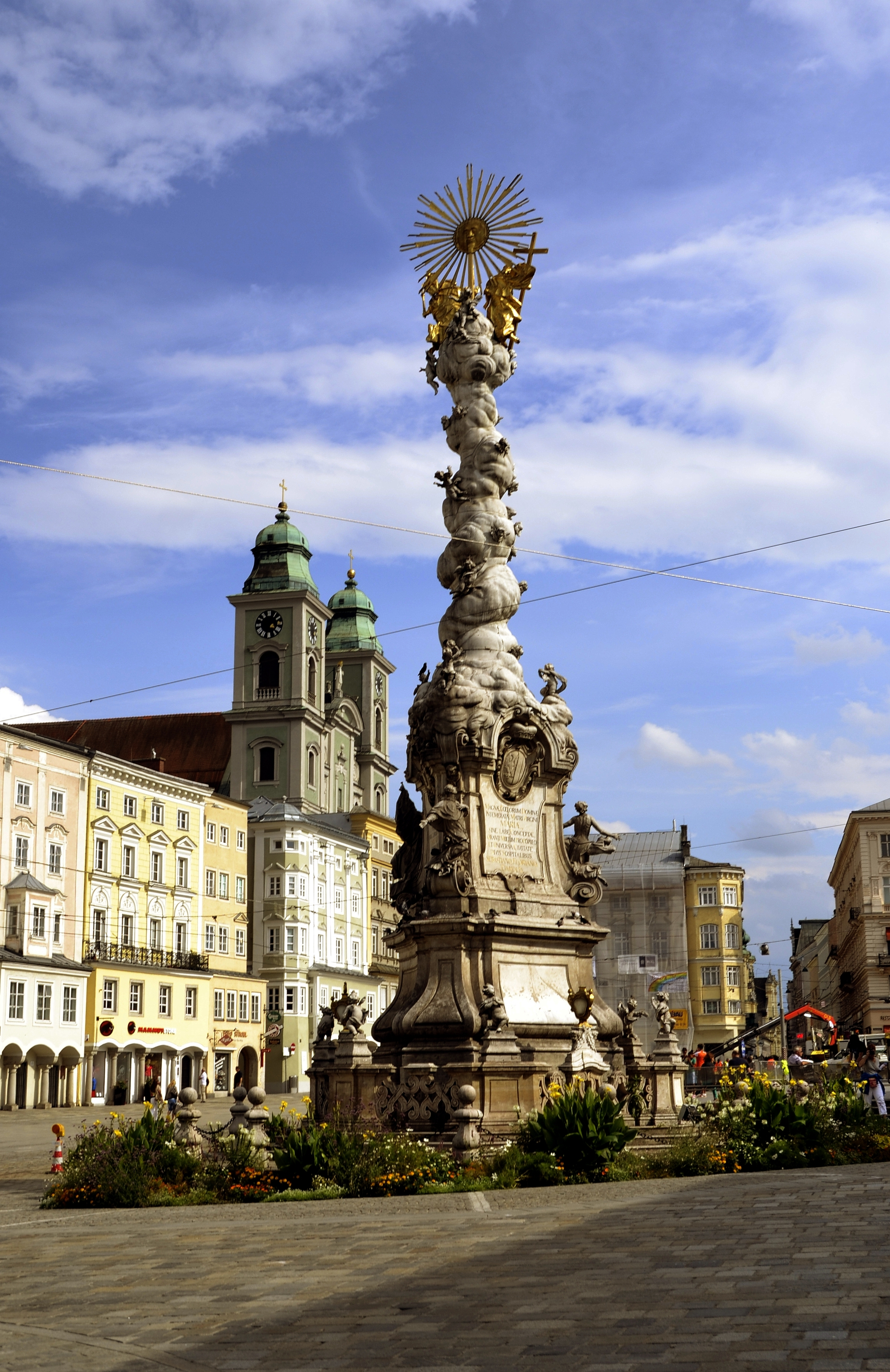
La Colonna della Trinità
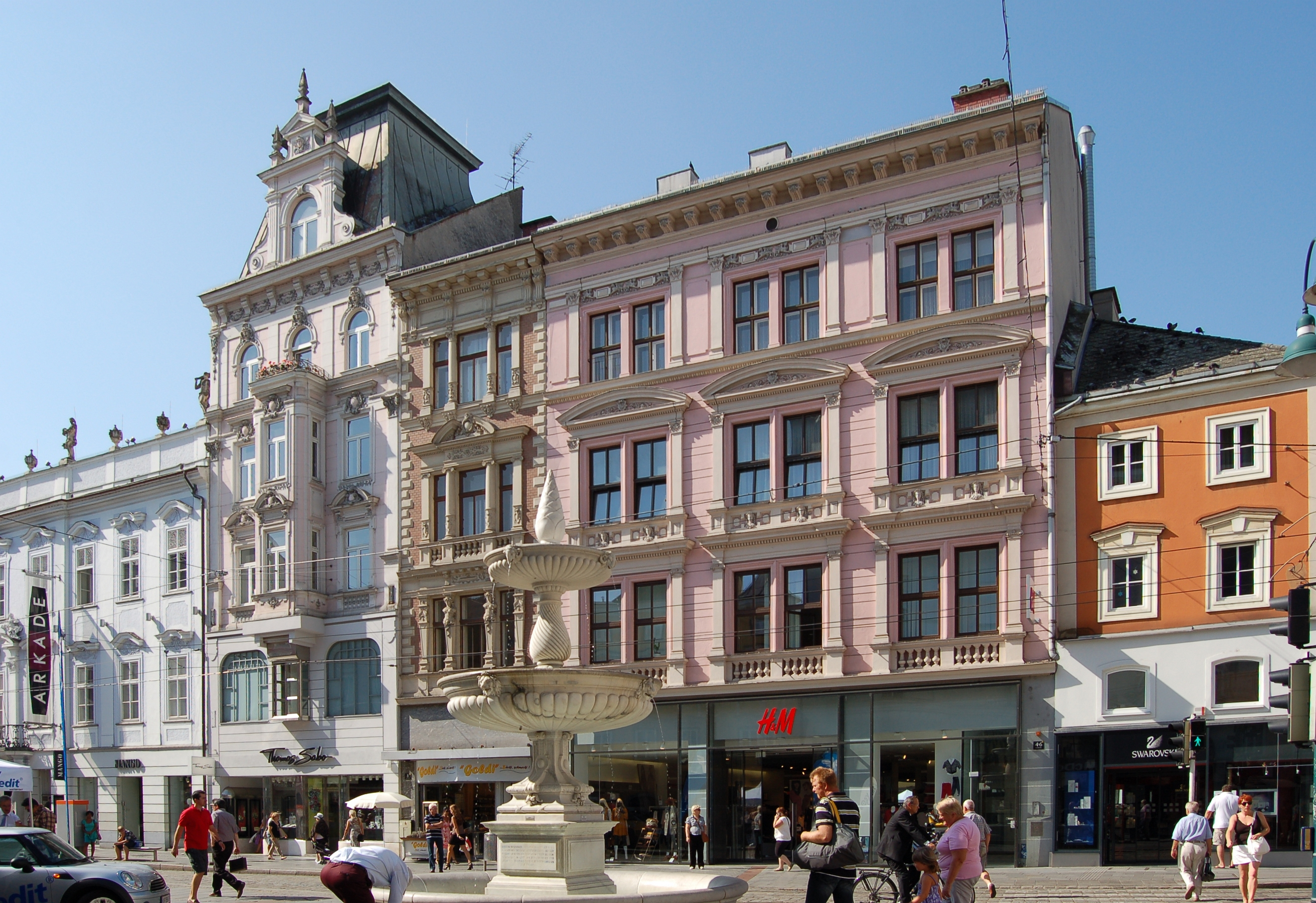
Taubenmarkt, Landstraße
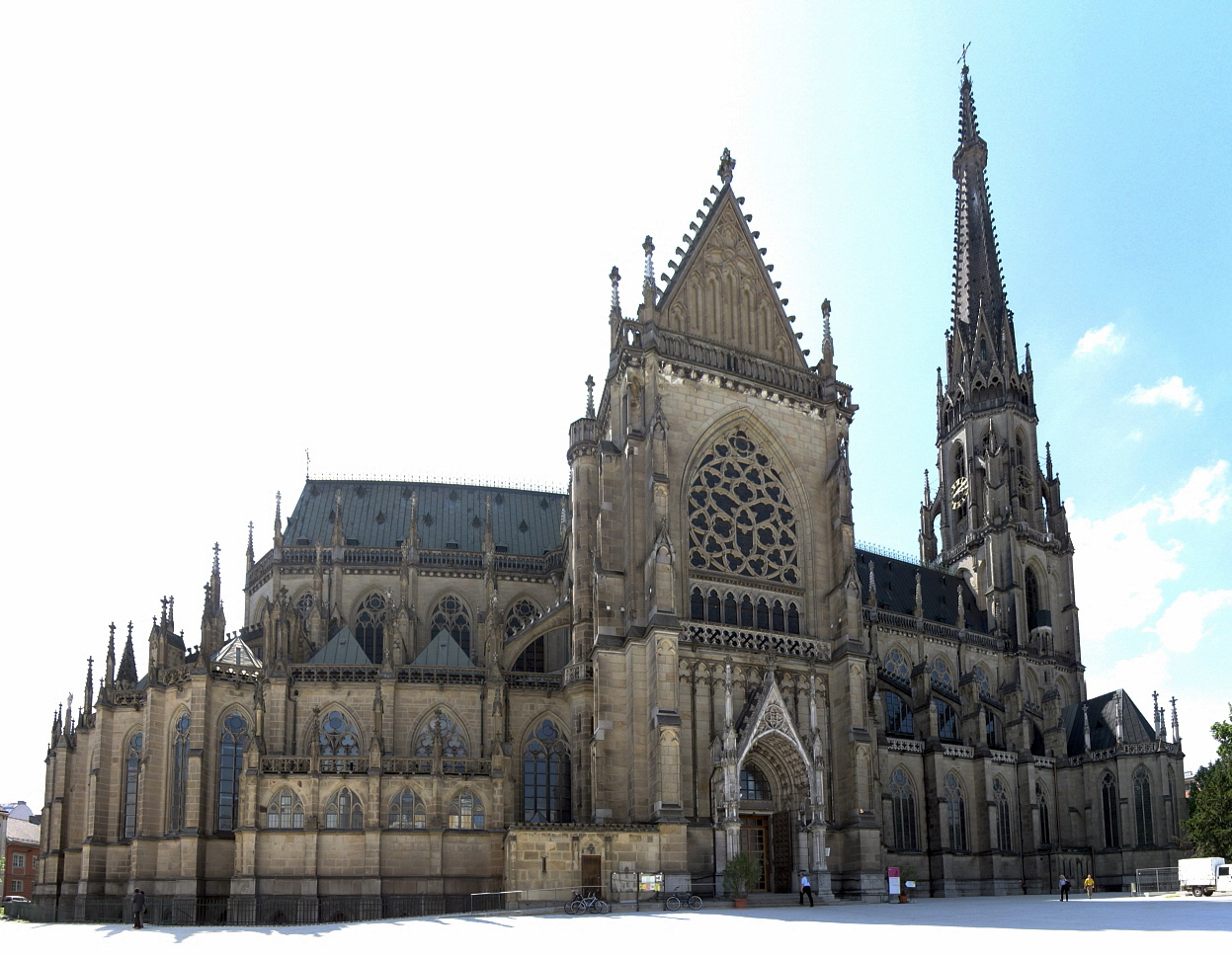
Duomo nuovo
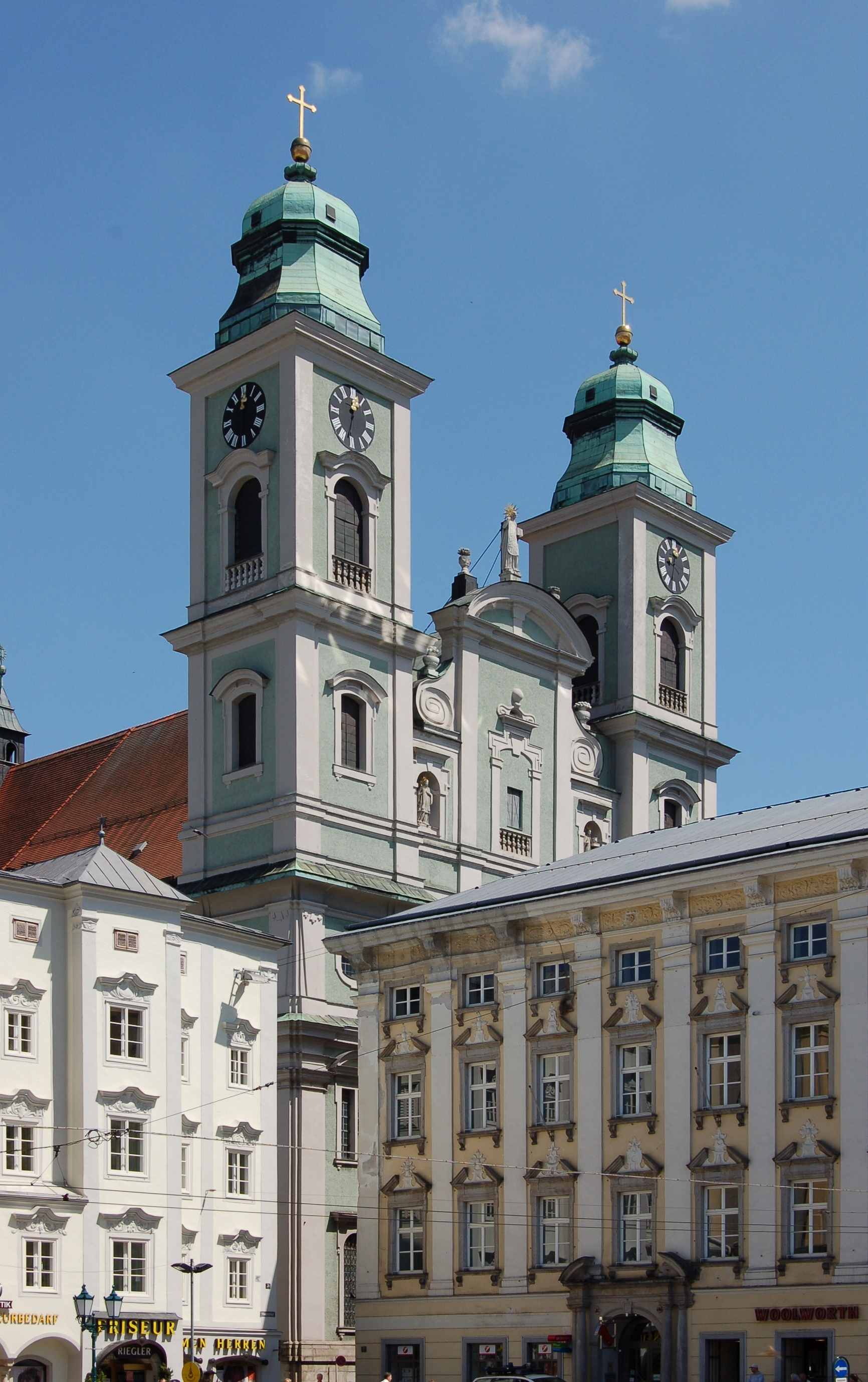
Duomo vecchio
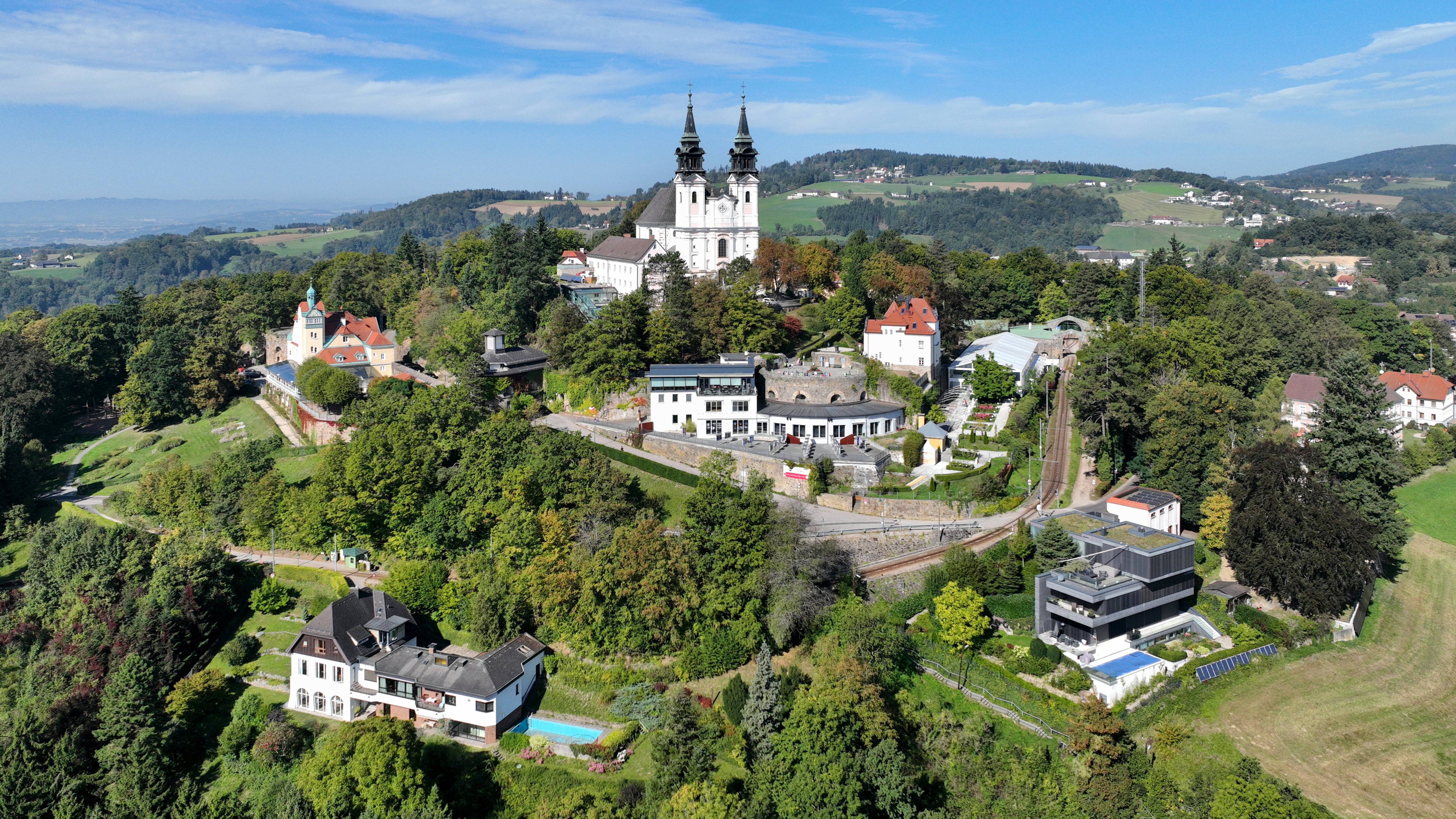
Pöstlingberg
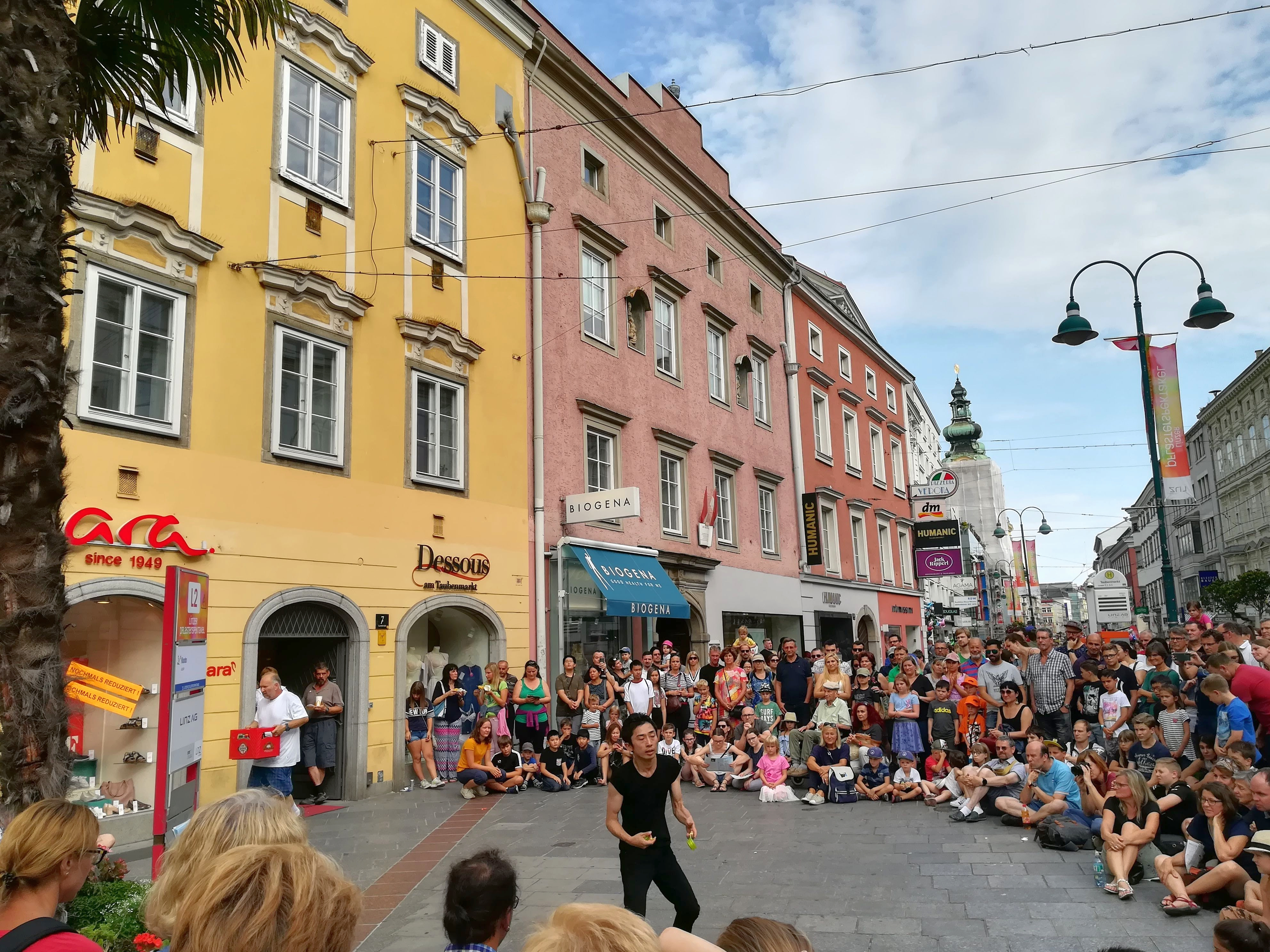
Immagine del Pflasterspektakel 2019
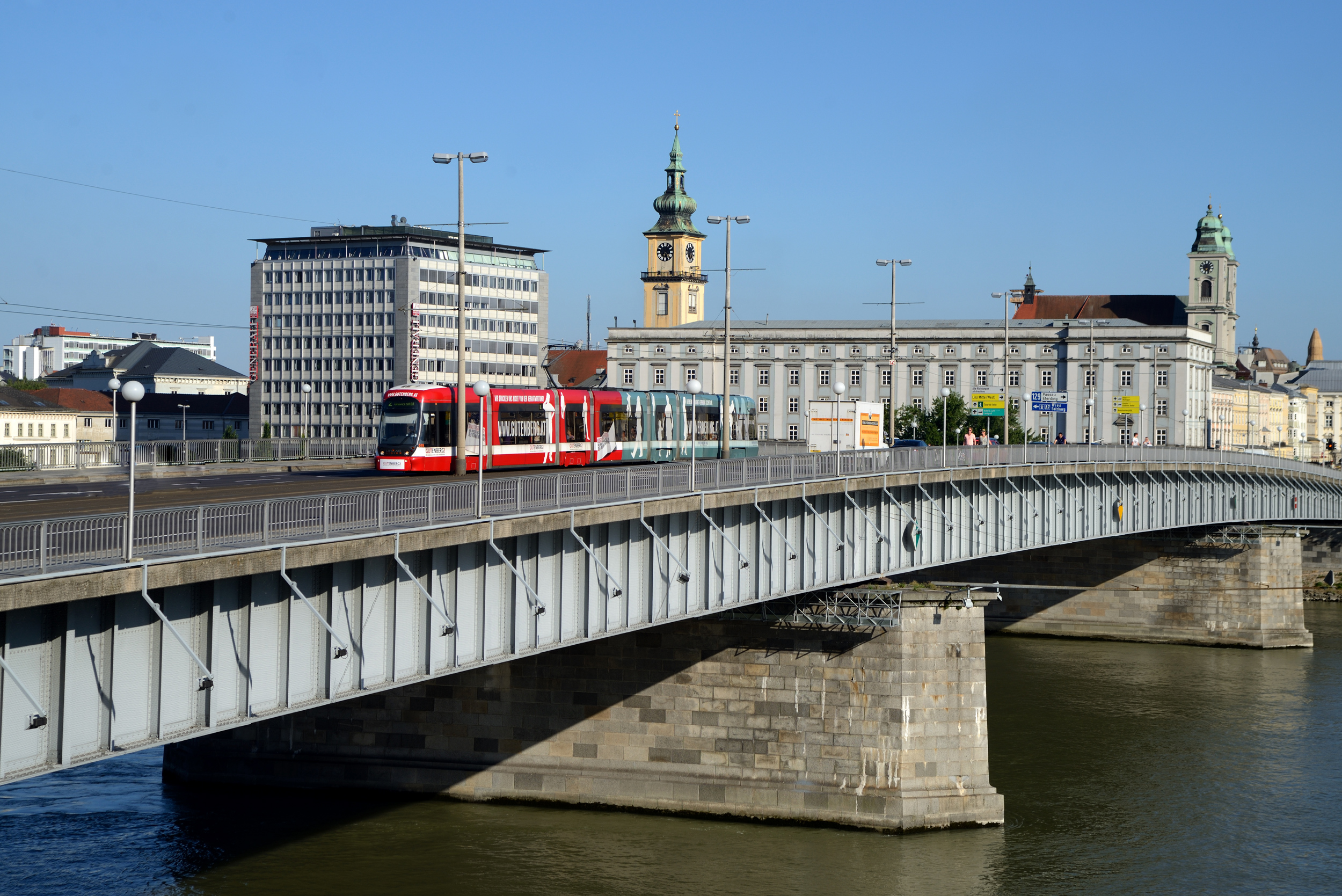
Nibelungenbrücke
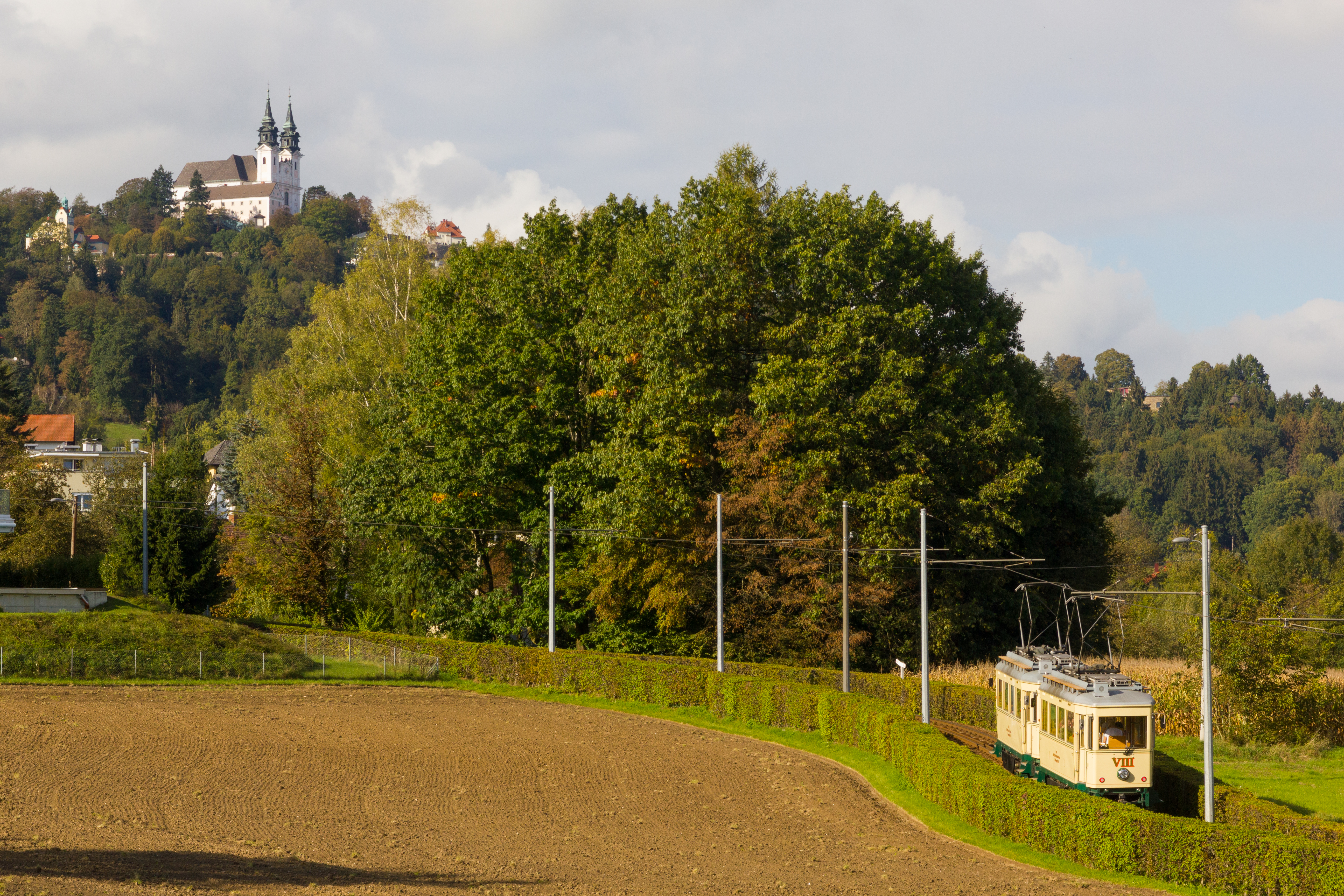
Pöstlingbergbahn
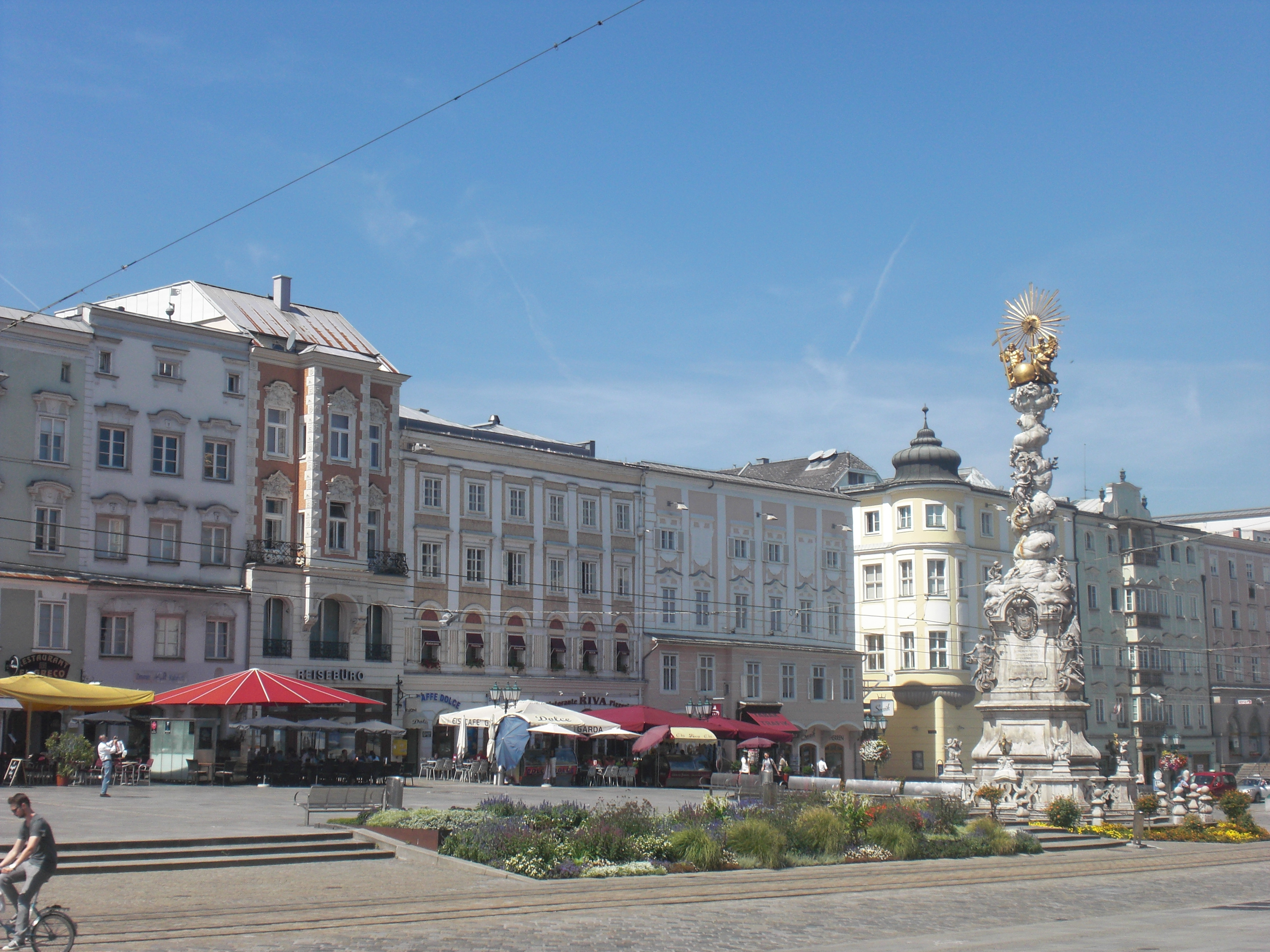
Parte della piazza principale con la Colonna della Trinità
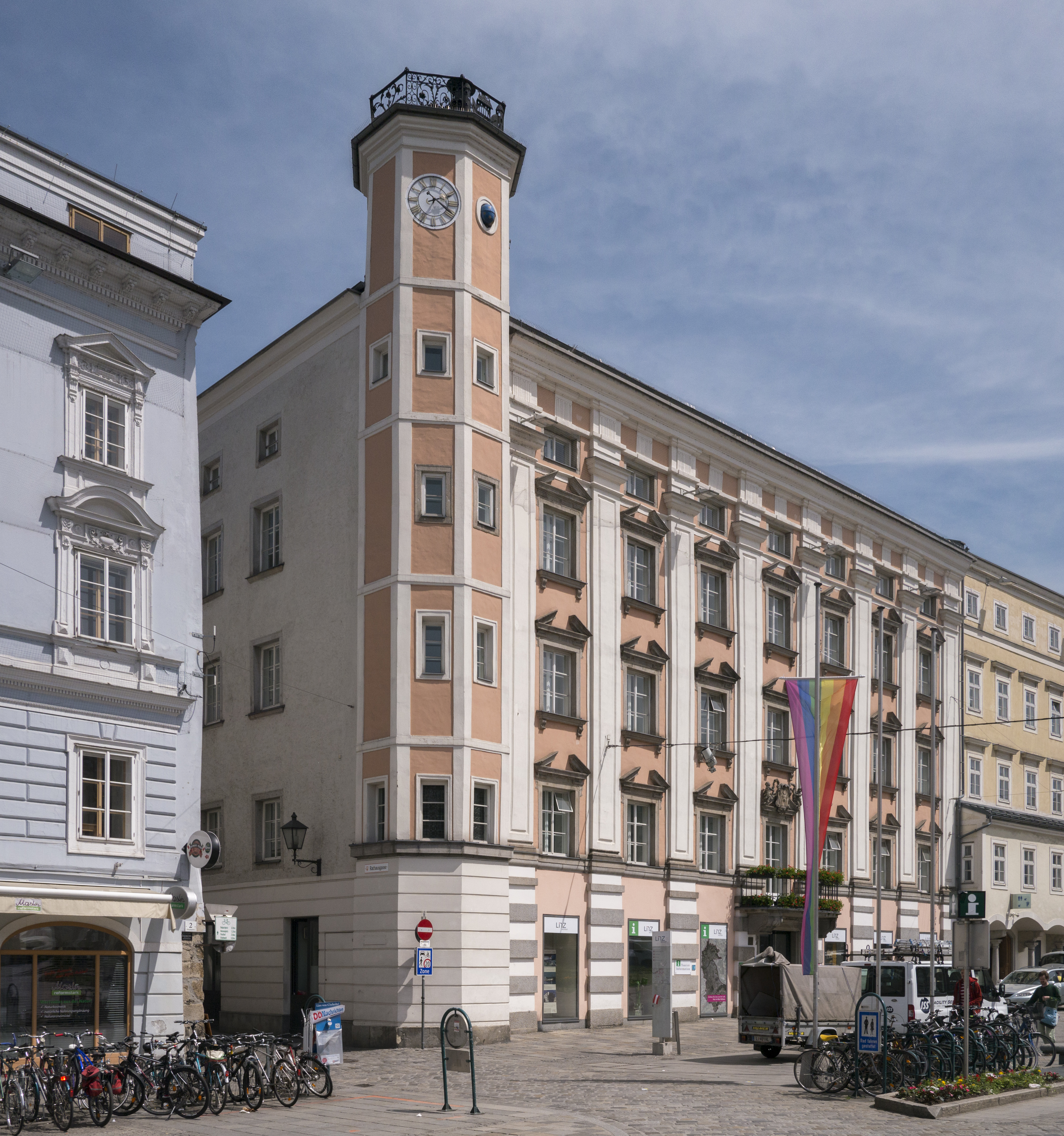
Vecchio municipio
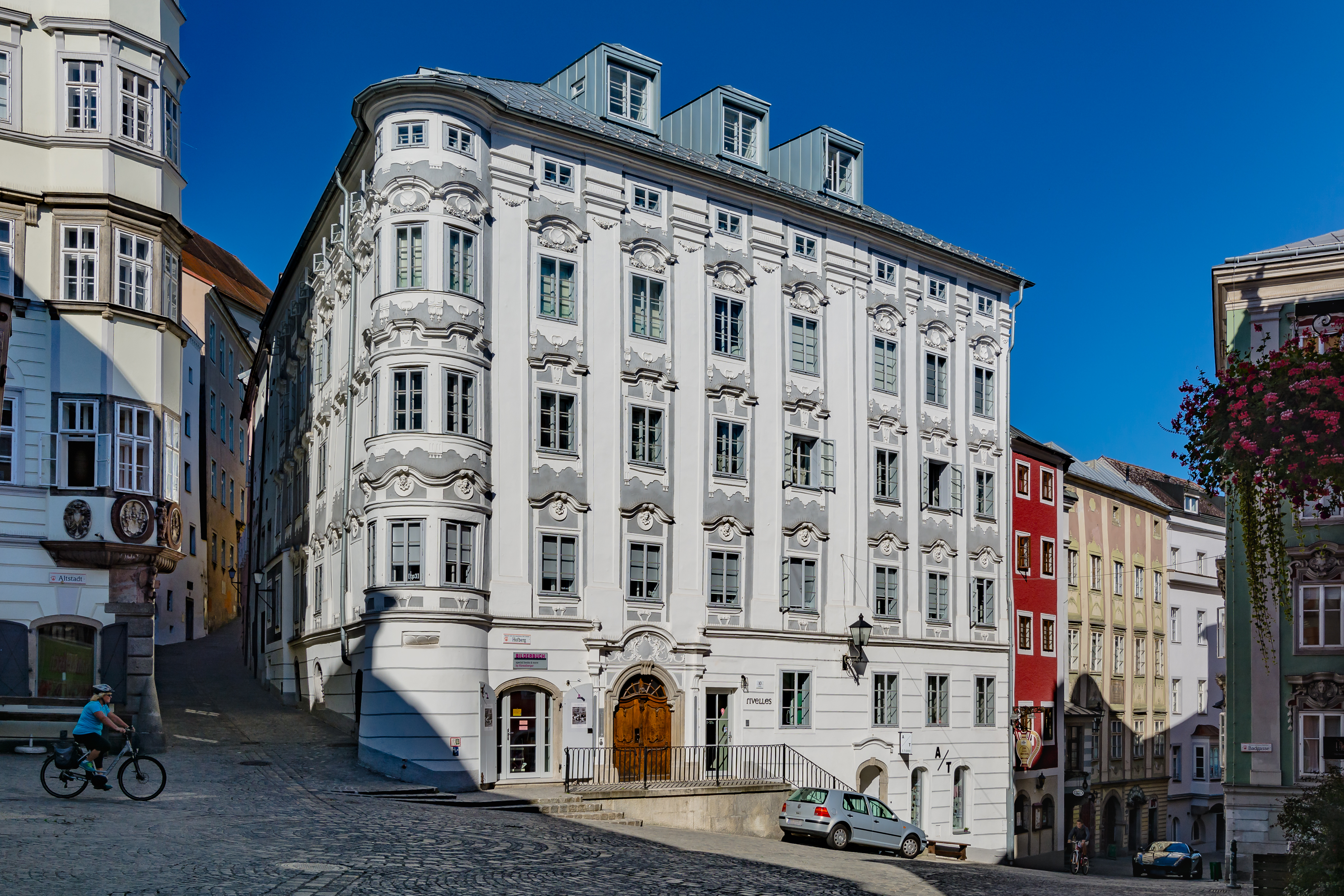
Centro storico
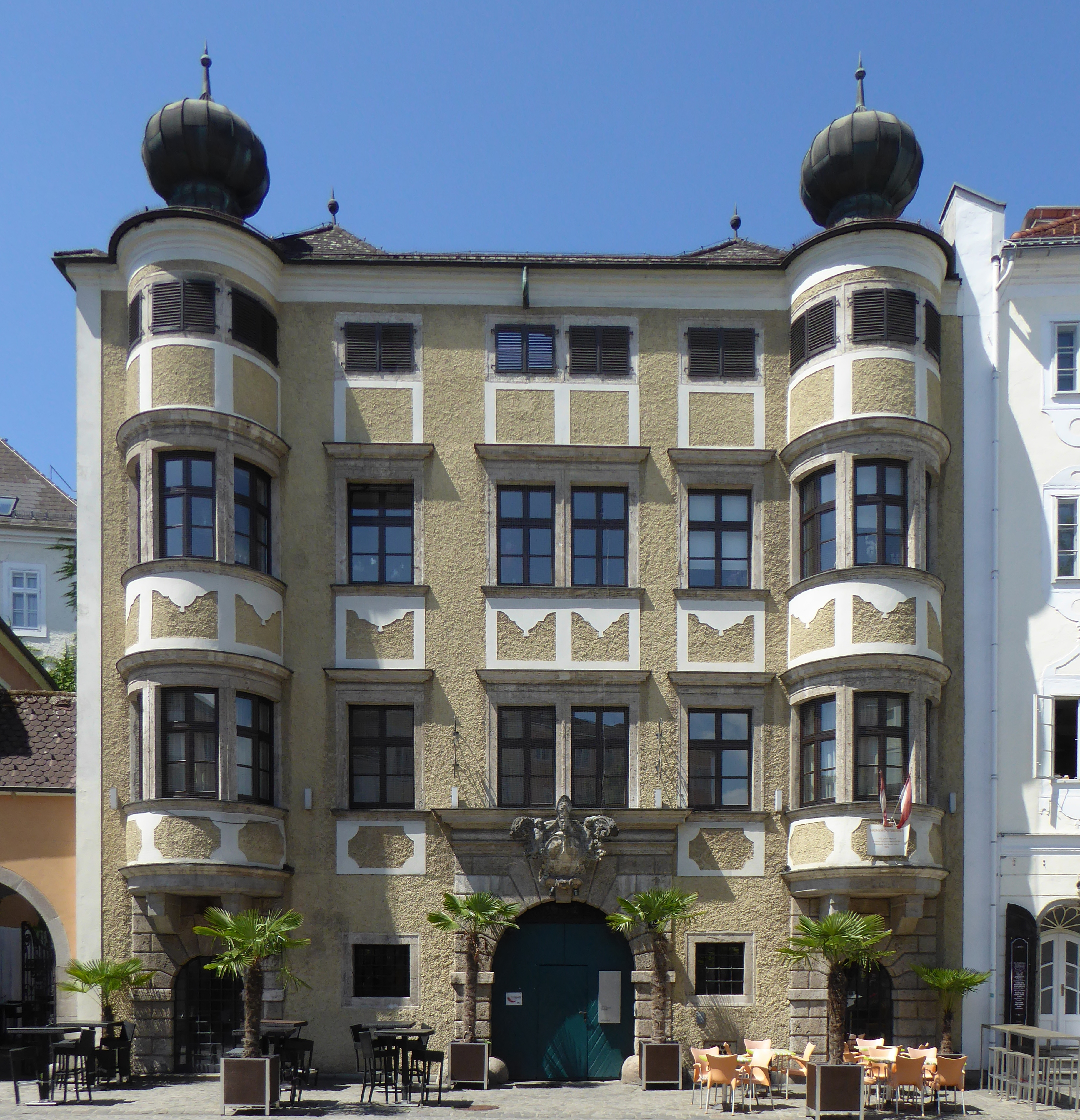
Kremsmünsterer Stifthaus
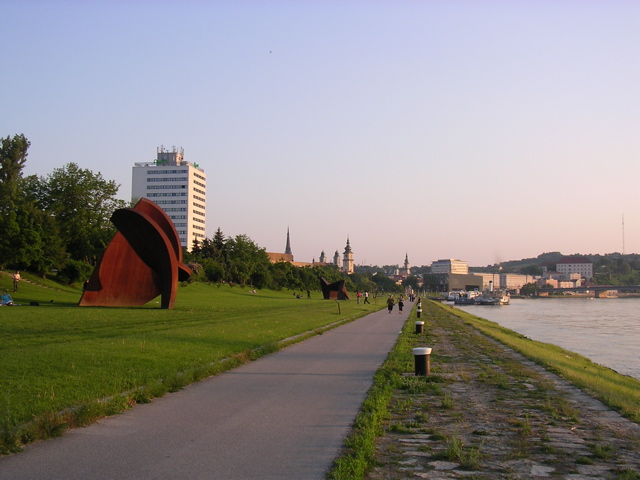
Donaulände

## Gastronomia
Prodotti caratteristici della cucina dolciaria di Linz sono la "Linzer Torte", che molti negozi vendono con un certificato di autenticità, e gli "Linzer Augen" (Occhi di Linz), torta grande circa 8–10 cm.

## Società

### Evoluzione demografica
| Anno | Abitanti |
| ---- | -------- |
| 1850 | 26 600   |
| 1869 | 49 635   |
| 1880 | 56 569   |
| 1890 | 65 090   |
| 1900 | 83 356   |
| 1910 | 97 852   |

| Anno | Abitanti |
| ---- | -------- |
| 1923 | 107 463  |
| 1934 | 115 338  |
| 1939 | 128 177  |
| 1951 | 184 685  |
| 1961 | 195 978  |
| 1971 | 204 889  |
|      |          |

| Anno | Abitanti |
| ---- | -------- |
| 1981 | 199 910  |
| 1991 | 203 044  |
| 2001 | 183 614  |
| 2006 | 188 968  |
| 2018 | 204 846  |

## Infrastrutture e trasporti

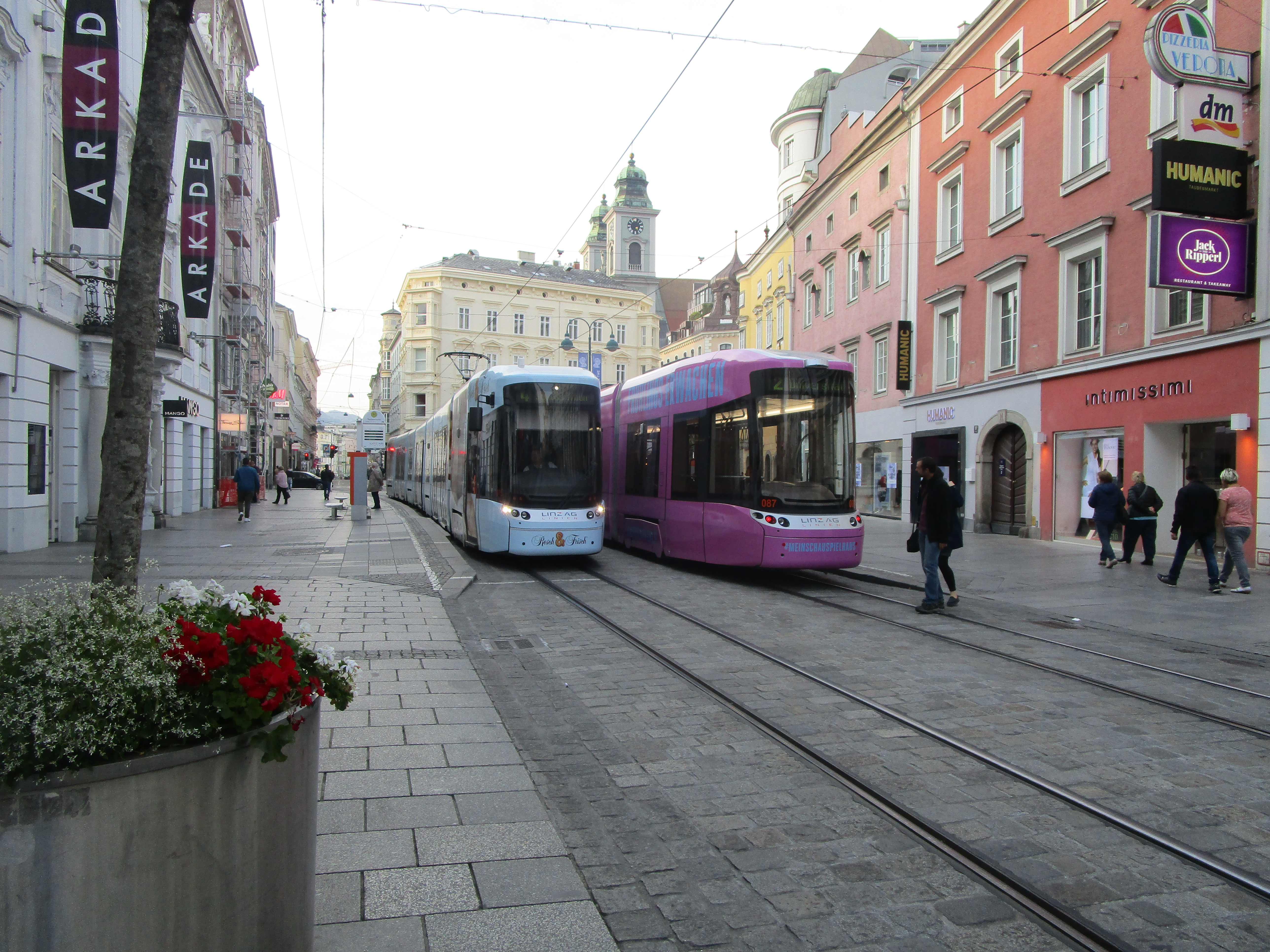
Due tram a Linz

Linz conta un porto fluviale sul Danubio ed un aeroporto, detto anche aeroporto Danubio Blu, nel comune di Hörsching.
Le principali linee ferroviarie che si diramano dalla stazione centrale (Linz Hauptbahnhof) sono la Vienna-Linz-Salisburgo, la Linz-Wels-Passavia-Norimberga e la Linz-Leoben-Graz. Le linee minori sono quelle per Aigen im Mühlkreis, Summerau, e la Linzer Lokalbahn (LILO) per Peuerbach e Neumarkt im Hausruckkreis. La stazione centrale di Linz è stata premiata per sette volte consecutive (dal 2005 al 2011) dall'Austria Traffic Club austriaca come la più bella stazione ferroviaria in Austria.
Le arterie autostradali che servono la città sono l'A1 Vienna-Linz-Salisburgo-Monaco, l'A7 Linz-Unterweitersdorf (che prosegue come strada statale verso Praga, via Budějovice), l'A25 di Wels, che la collega con l'A8 in direzione di Passavia, e l'A9 di Graz.
La città ha una moderna rete di tram con nuovi veicoli Bombardier Flexity Outlook con fermate sotterranee. C'è anche una moderna rete di autolinee e 5 linee di filobus.

## Sport
Linz ha ospitato nel 2007 i campionati mondiali di sci nautico. Questo evento non toccava l'Austria dal 1991, quando la competizione si svolse a Villach.
A livello calcistico, la squadra cittadina è il LASK Linz.
Nell'hockey su ghiaccio la squadra principale è quella dei Black Wings Linz, due volte campioni d'Austria.
A Linz sono state organizzate alcune gare di sci di fondo e di snowboard valide per le rispettive Coppe del Mondo.
Ci sono 302 club sportivi a Linz.

## Università
- L'Università Johannes Kepler di Linz[23] (JKU) si trova nel nord-est di Linz e ospita facoltà di diritto, economia, scienze sociali, medicina, ingegneria e scienze; sono iscritti circa 24.000 studenti (2024).[24]
- Università di Arte e Design di Linz; 1.328 studenti (2016/2017).
- Fachhochschule Alta Austria, Campus Linz; 879 studenti (2017/2018).
- Università privata Anton Bruckner per musica, dramma e danza; 871 studenti (2017/2018).
- College educativo Alta Austria; su 3.000 students.
- College educativo di Diocesi di Linz.
- Università privata cattolica Linz; 341 students (2017/2018), che è stata una facoltà papale dal 1978.
- LIMAK Austrian Business School
- KMU Akademie AG (Middlesex University London)

## Amministrazione

### Gemellaggi

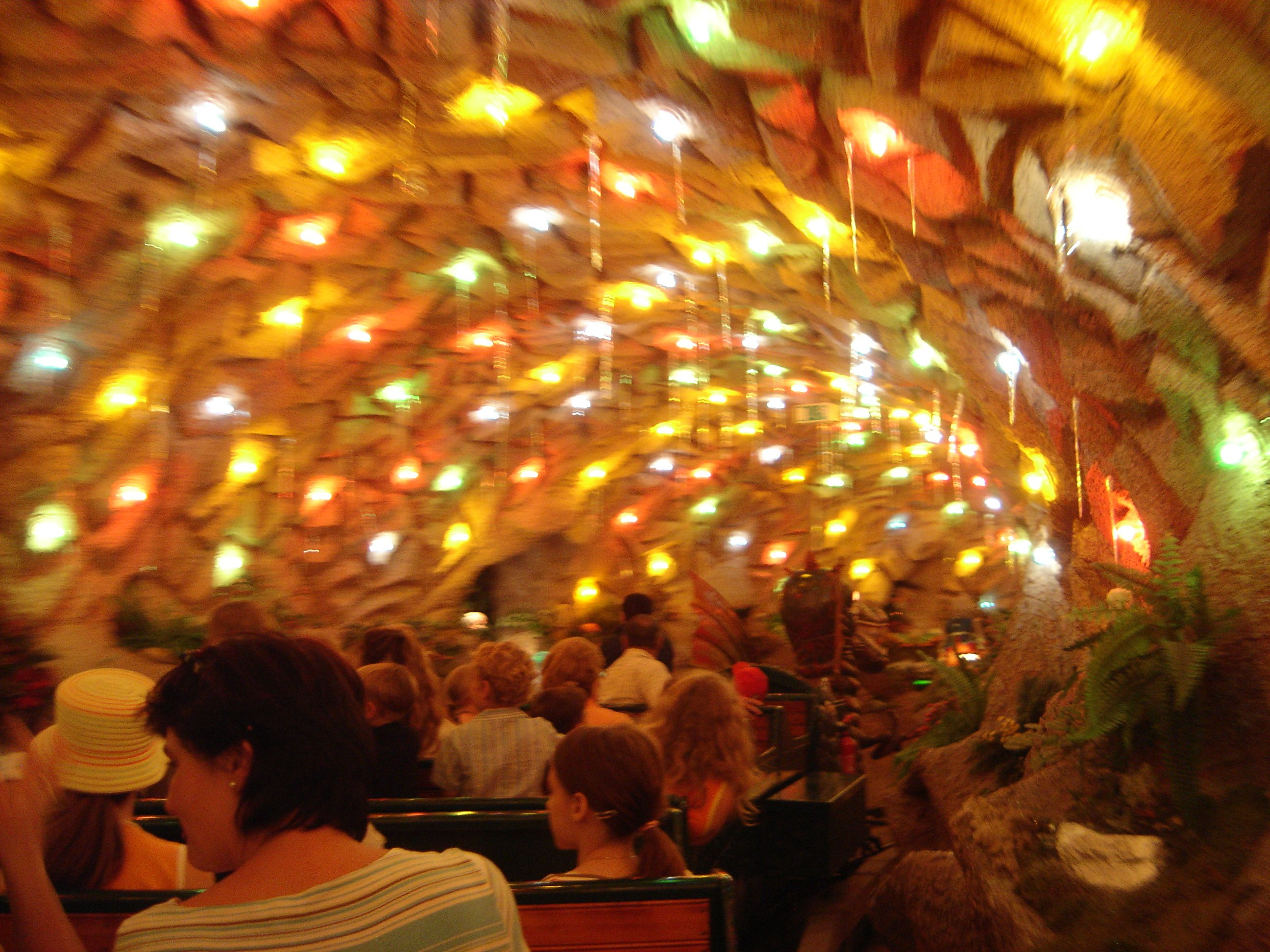
La Grottenbahn al Pöstlingberg

La città è gemellata con le seguenti località:
- Albufeira, dal 2008
- Halle sul Saale, dal 1975
- Gabès, dal 1977
- Chengdu, dal 1983
- Zaporižžja, dal 1983[25]
- České Budějovice, dal 1987
- Linz am Rhein, dal 1987
- Kansas City, dal 1988
- San Carlos, dal 1988
- Gwangyang, dal 1991
- Modena, dal 1992
- Nižnij Novgorod, dal 1993
- Linköping, dal 1995[25]
- Norrköping, dal 1995[26]
- Tampere, dal 1995
- Charlottenburg-Wilmersdorf, dal 2001